# Крижопіль
Крижо́піль — селище в Україні, адміністративний центр Крижопільської селищної громади Тульчинського району Вінницької області. До адміністративної реформи 2020 року селище було центром Крижопільського району. За даними на 2024 рік, населення селища становило 8258 жителів. Крижопіль знаходиться на півдні Вінницької області, на відстані 135 км від обласного центру, міста Вінниця, посередині залізничного сполучення між Києвом та Одесою. В Крижополі розташована однойменна залізнична станція. Відстань до найближчих залізничних станцій: Вапнярка (на півночі) — 22 км, Рудниця (на півдні) — 17 км.
Виникнення Крижополя пов'язане з будівництвом залізниці Київ — Одеса, яке розпочалось улітку 1866 року. На початку XX століття селище Крижопіль у складі Ольгопільського повіту Подільської губернії стало фактично містечком, в якому проживала значна кількість єврейського населення. У 1919—1920 роках на території залізничної станції Крижопіль та навколишніх земель відбувалися бойові дії між союзницькими військами УНР і Галицької армії та військами РСЧА й ЗСПР. Під час Другої світової війни, з 1941 по 1944 рік, Крижопіль перебував під румунською окупацією в складі губернаторства Трансністрія, влітку 1942 року тут було створено гетто.

## Назва
Свою назву населений пункт та залізнична станція започаткували від села Крижопіль (нині село Високе), розташованого за 17 км від селища. Щодо походження назви Крижопіль є декілька версій:
- За першою версією, назва походить від великого хреста, що стояв біля великої чумацької дороги поруч із селом Крижопіль[9]. Відповідно до цієї версії, ойконім Крижопіль виник складанням основ апелятива «криж» (хрест) і географічного терміну «поле» за ознакою «поселення в полі на перехресті доріг або де стояв хрест»[10].

- За другою версією, назва походить від географічного положення села: у цій місцевості пролягає кряж, що служить вододілом між річковими басейнами Південного Бугу і Дністра[8][11]. Відповідно до цієї версії, слова «кряж» і «поле» утворили назву «кряжопіль», що згодом видозмінилась у Крижопіль[8].

- За третьою версією, назва походить від птаха крижень. За цією версією, до кореня слова «криж» додано сполучний звук «о» й закінчення «поль», похідне від грецького «поліс»[12].

Частина «-піль» зустрічається в назвах таких населених пунктів Побережжя як Ольгопіль, Томашпіль та Ямпіль. Назва Крижопіль відома також як конотонім у значенні «віддалене місце, периферія».

## Географія

### Місце розташування
Крижопіль розташований у лісостеповій зоні Подільського Побужжя, на полого-хвилястій Дністровсько-Бузькій водороздільній гряді, що є частиною Українського кристалічного щита. Селище займає площу 671,49 га (6,71 км²). Територія, на якій розташоване селище, належить до басейну річки Південний Буг, нею протікають малі річки — притоки річки Дохна. У межах населеного пункту природні водойми відсутні. Рельєф території та кліматичні умови сприятливі для розвитку сільського господарства та інших галузей господарського комплексу.

### Клімат і рельєф
Клімат району, до якого належить територія селища Крижопіль — помірно континентальний, що характеризується вологою нестійкою зимою і теплим літом. Середньорічна температура — +7,3 °C. Абсолютний максимум становить +37 °C, абсолютний мінімум — −33 °C. Річна кількість опадів — 367 мм. Середня швидкість вітру становить 17 м/сек. Панівні напрямки вітрів — північно-західний (ПнЗ — Пн) у холодний період та південно-східний (ПдС — Пд) у теплий період. Середня протяжність безморозного періоду становить 165—175 днів.
Територія селища Крижопіль характеризується спокійно-хвилястим рельєфом, що слабко пересічений та середньо порізаний із середньо пологими та покатими схилами. На сході та заході примикають схили балок. Абсолютні відмітки території коливаються від 245 до 300 метрів над рівнем Балтійського моря, тоді як у межах населеного пункту вони змінюються від 236 до 276 метрів, із загальним нахилом на південь. Перепад висот складає 40 метрів.

### Геологія та гідрогеологія
У геологічній будові території беруть участь кристалічні породи докембрію та кора вивітрювання мезозойсько-кайнозойського часу. Кристалічні породи залягають на глибині понад 100 метрів. Зверху вони перекриваються шаром порушених порід, представлених жорствою та каоліном. Верхню частину кори вивітрювання представляє потужний посадочний шар. Найближче до поверхні, на глибині близько 10 метрів, залягають посадочні відкладення сарматських та бучакських суглинків та глин.
Район Крижополя характеризується порівняно сприятливими умовами живлення і накопичення підземних вод. Водоносний горизонт антропогенних відкладень знаходиться у вапняках сарматського ярусу на глибині від 90 до 95 метрів і має потужність 12-20 метрів. Дебіт шахтних колодязів складає 6 м³/добу, артезіанських свердловин — 40-60 м³/годину. Затверджені запаси водозабору села Голубече Крижопільської селищної громади складають 6,2 тисячі м³/добу. Глибина артезіанських свердловин складає від 80 до 120 метрів.

### Екологія
Основну частку в забруднення атмосферного повітря вносить транспорт. Найбільші концентрації викидів у Крижополі спостерігаються вздовж центральної вулиці та вулиць для руху вантажного транспорту. Викиди мають лінійно-векторне поширення. Ареали забруднення поширюються і на житлову забудову. За даними на 2017 рік, викиди від автотранспорту в Крижопільському районі становили 65 % від загального обсягу викидів. Щільність викидів становила 3 тонни на км² та 49,9 кг на особу (на рівні середніх показників у Вінницькій області). Щільність викидів від стаціонарних джерел становила 2 тонни на км² та 52 кг на особу (нижче середньо обласних показників).
Основним джерелом забруднення ґрунтів були численні дрібні несанкціоновані сміттєзвалища. Крім цього, станом на 2016 рік на південних околицях Крижополя знаходились два хімічні склади з непридатними до використання хімічними засобами захисту рослин: 1,5 тонни на складі біля села Голубече і 0,4 тонни на складі поблизу села Зеленянка. У 2015 році в обох складах було проведено перезатарення цих відходів. Також, на схід від Крижополя, на відстані 1,9 км від річки Бережанки, знаходиться забруднена ділянка, де з 1959 по 1998 рік функціонував хімічний склад, зруйнований у період до 2004 року, з відсутніми даними про рекультивацію території.

## Статус

### Статус населеного пункту
Крижопіль виник як селище біля залізничної станції. У 1903 році Крижопіль був включений до списку поселень Російської імперії, де дозволялося вільне проживання євреїв, що фактично прирівняло його статус до містечка. У 1923 році Крижопіль став районним центром. У 1938 році Крижопіль отримав статус селища міського типу. У 2020 році Крижопіль втратив статус районного центру, натомість ставши центром селищної громади. У 2024 році набули чинності зміни до українського законодавства, за якими статус «селище міського типу» було ліквідовано, а відповідні населені пункти отримали статус «селище».

### Адміністративна належність
У російськоімперський період станом на 1885 рік селище Крижопіль належало до Тернавської волості Ольгопільського повіту Подільської губернії, а згодом включене до Чоботарської волості, теж Ольгопільського повіту. 
7 (20) листопада 1917 року, відповідно до Третього Універсалу Української Центральної Ради, увійшло до складу Української Народної Республіки.
В Українській СРР у результаті встановлення нового адміністративно-територіального поділу Поділля в 1923 році Крижопіль став центром Крижопільського району, до складу якого входили 13 сільрад. Крижопільський район з 1923 по 1930 рік входив до Тульчинської округи, у червні 1930 року був приєднаний до Вінницької округи, а у вересні переведений у пряме підпорядкування Української СРР.
У 1932 році Крижопільський район увійшов до складу новоствореної Вінницької області. Під час румунської окупації (1941—1944) Крижопіль та Крижопільський район були віднесені до Жугастрівського повіту губернаторства Трансністрія, що знаходилося під тимчасовою румунською цивільною управою. У подальший радянський період та після здобуття Україною незалежності й до 2020 року Крижопіль залишався районним центром Крижопільського району Вінницької області. У результаті адміністративно-територіальної реформи в Україні у 2020 році Крижопільський район було ліквідовано, а Крижопіль як центр Крижопільської селищної громади увійшов до складу укрупненого Тульчинського району Вінницької області.

## Історія

### У складі Російської імперії

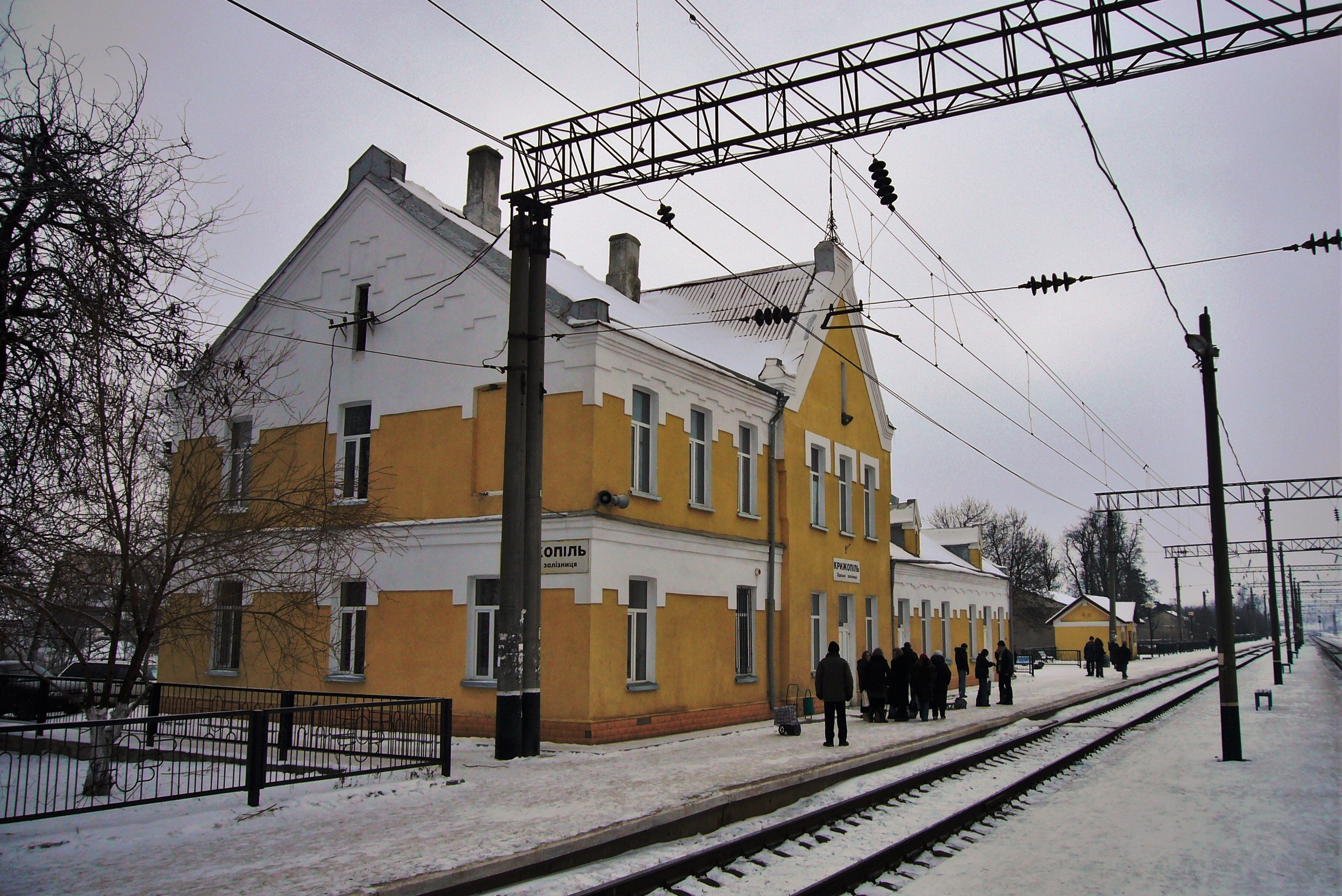
Будівля вокзалу, відкрита 1908 року

Виникнення населеного пункту та залізничної станції пов'язано з будівництвом залізниці Київ — Одеса, яке розпочалося влітку 1866 року. У серпні 1870 року через станцію Крижопіль почався регулярний хід поїздів. Станцію спорудили на землі поміщика Рубчинського. Поблизу неї виникло невелике селище, першими забудовниками якого були робітники залізниці. У 1872 році через Крижопіль почав курсувати поштовий вагон. У квітні 1877 року через станцію проїжджав російський імператор Олександр II. У 1880-х роках станція мала невелике паровозне депо, яке в 1892 році ліквідували, коли на сусідній станції Вапнярка збудували нове депо на 6 паровозів.
Із часом Крижопіль став перевалочним торговельним пунктом товарів, призначених, зокрема, для Ямполя в Придністров'ї та Сорок у Бессарабії. Наприкінці XIX століття Крижопіль був важливим пунктом відвантаження цукрової сировини: в 1896 році зі станції відправили 582 тисяч пудів, а через два роки — 1152 тисяч пудів вантажів. Розвиток торгівлі залучав до селища євреїв-крамарів, що продавали ремісничі товари. За переписом 1897 року, у Крижополі проживало 668 юдеїв. У 1903 році Крижопіль, фактично ставши містечком, був включений російським урядом до списку поселень, де дозволялося вільне проживання євреїв.
На 1885 рік у залізничному селищі налічувалось 2 заїзди (постоялих двори), 2 трактири, 2 питних будинки та 3 крамниці. На 1905 рік у селищі було вже 4 заїжджих двори, також були аптека та аптечний склад, поштово-телеграфна контора, камера судового слідчого, станова квартира, урядницький пункт. Щовівторка проходили базари, на які з'їжджалися селяни з навколишніх сіл та торгові люди з містечок Придністров'я. У селищі було дві єврейські молитовні школи. Перед Першою світовою війною євреї Крижополя володіли більш ніж тридцятьма майстернями, магазинами, лавками, а також заїжджими дворами та складами лісу та гасу. Серед представників вільних професій у Крижополі були євреї лікарі, ветеринари, фельдшери та провізори.
Під час революції 1905—1907 років на станції в Крижополі у квітні 1905 року було розповсюджено три прокламації «До залізничних робітників і службовців», підписані від імені «лінійних службовців», «київських управлінських товаришів» та «Російської соціал-демократичної робітничої партії». У червні 1906 року на станції відбувся мітинг, у якому взяли участь селяни навколишніх сіл і залізничники Крижополя. У 1908 році в Крижополі спалахнула епідемія холери, що змусило місцеві власті прискорити будівництво нової лікарні. Напередодні Першої світової війни Крижопільська лікарська дільниця була єдиною на 20 тисяч населення. Під час Першої світової війни Крижопіль перебував у прифронтовій смузі. Звідси на фронт вирушали військові частини, йшли зброя, продовольство, паливо тощо. У січні 1917 року поліцейські власті заарештували й відправили рити окопи за вияв антивоєнних настроїв працівників телеграфу. У жовтні солдати розквартированого в Крижополі 287-го піхотного полку зібралися на мітинг, щоб заявити про свою відмову йти на фронт.

### Визвольні змагання

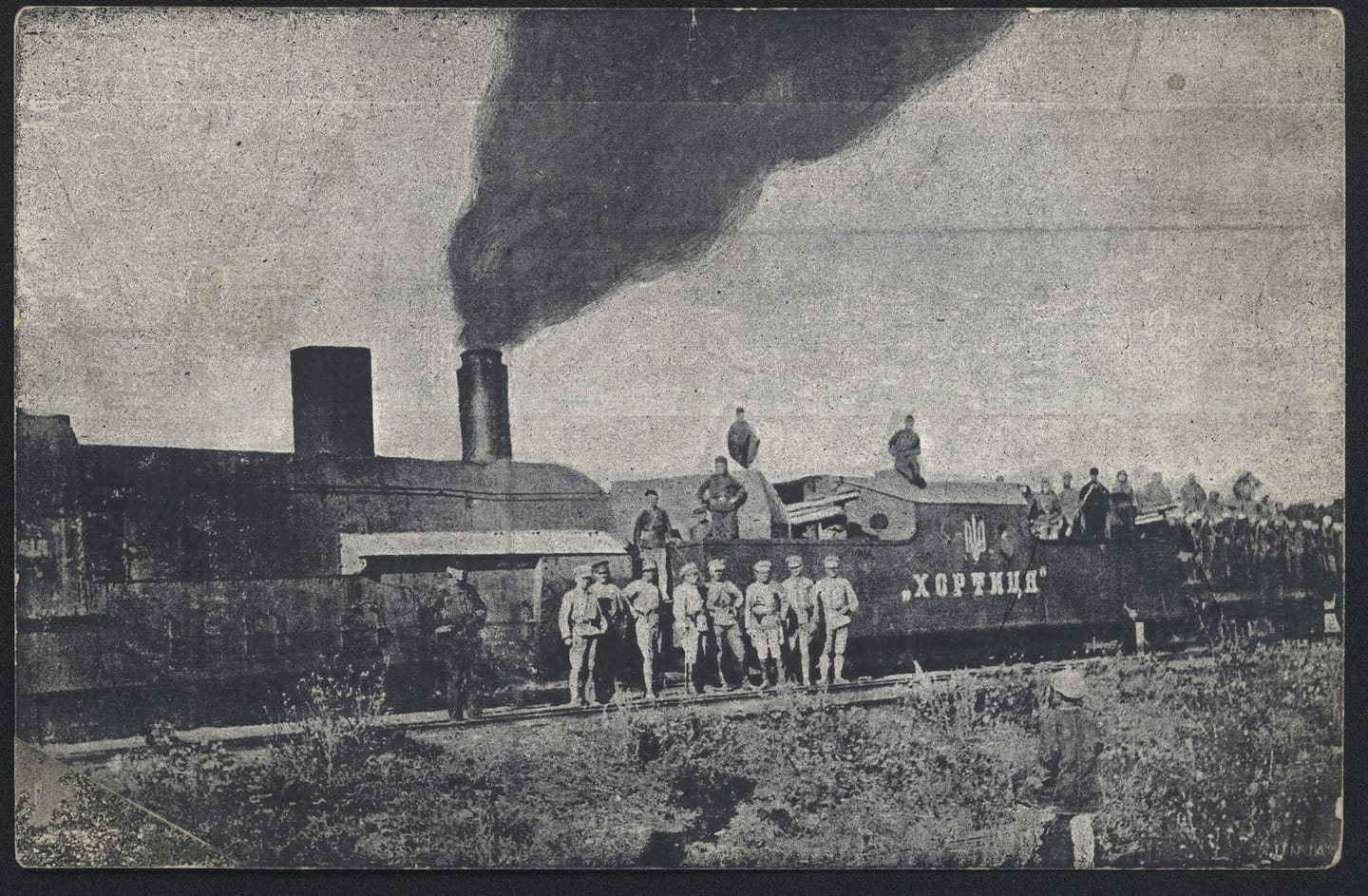
Панцирний потяг «Хортиця» Армії УНР (1919)

У січні 1918 року в Крижополі було встановлено радянську владу. На початку березня 1918 року Крижопіль був зайнятий австро-угорськими військами, що увійшли на Поділля на запрошення уряду УНР. У листопаді 1918 року після відходу австро-угорських військ та антигетьманського повстання влада перейшла до Директорії УНР. За деякими свідченнями, у березні 1919 року завдяки командувачу одного із полків армії Директорії, полковнику Годлевському, у Крижополі вдалося запобігти спробі спровокувати погром. На початку квітня 1919 року Крижопіль зайняли частини Червоної армії. Залишилися свідчення про підготовку погрому селянською бандою в травні 1919 року, коли були пограбовані будинки та магазини, що належали євреям (самі євреї встигли сховатись).
У період липня — серпня 1919 року 3-тя Залізна дивізія Дієвої армії УНР та 11-та бригада Галицької армії під командуванням полковника Олександра Удовиченка вели бої за станцію Крижопіль із 45-ю та 47-ю дивізіями Червоної армії (РСЧА), керованими Йоною Якіром. У боях за Крижопіль разом із бронепоїздом «Хортиця» брав участь сотник Дмитро Ґонта, старшина бронепотяга, який на той момент входив до складу 4-го панцирного відділу Армії УНР. Упродовж серпня 1919 року станція шість разів переходила з рук у руки. За наявними свідченнями, у серпні 1919 року єврейське населення селища втекло до Піщанки, де 40 з них було вбито під час погрому, а 20 людей із тих, кому вдалося врятуватися, загинули згодом у самому Крижополі. Наприкінці серпня — на початку вересня 1919 року через Крижопіль пролягав шлях «Південного походу» Південної групи радянських військ, операція якої полягала в прориві оточення Армії УНР та Білої армії (ЗСПР).
У вересні 1919 року станцію Крижопіль відвідав Голова Директорії УНР, Головний отаман військ УНР Симон Петлюра, де він прийняв звіт бойової залоги панцирника «Хортиця» та зустрівся з місцевим населенням. У жовтні 1919 року за станцію Крижопіль велись бої між військами УНР та ЗСПР. У боях на лінії Вапнярка — Крижопіль — Рудниця з боку Армії УНР брали участь панцирники «Хортиця», «Вільна Україна», «Вірний син України» й більш примітивні «Сух» та «Таємний», з боку ЗСПР — «Коршун» та «Новоросія». У період із кінця 1919 року до середини січня 1920 року Крижопіль був осідком Начальної команди Української галицької армії. 5 січня 1920 року в пристанційному садку Крижополя був похованим поручник-літун УГА Альберт-Фелікс Шепарович.
На початку травня 1920 року через Крижопіль та навколишні землі проліг шлях Першого зимового походу Армії УНР під командою генерал-хорунжого Михайла Омеляновича-Павленка; у результаті боїв із більшовиками війська УНР, що проривалися на з'єднання з польсько-українським фронтом, захопили станцію Крижопіль і утримували її до переходу решти армії УНР через залізницю. Згідно з радянською історіографією, 15 травня 1920 року частинами РСЧА в районі Крижополя було завершено розгром «банди Тютюнника», як у радянських джерелах традиційно називалася Дієва армія УНР.

### Перший радянський період
У 1920 році на Поділлі затвердилася радянська влада, втім, радянські працівники продовжували зустрічати опір із боку збройних формувань, що діяли в Ольгопільському повіті. Це стало однією з причин переїзду окремих волосних установ із Чоботарки (нині Заболотне) до Крижополя. Восени 1921 року тут розмістився волкомнезам (волосний комітет незаможних селян). У грудні 1921 року селяни тяжко поранили бійця Крижопільської продгрупи Д. Г. Перенчука. На початку квітня 1922 року було вбито секретаря Крижопільського райкому комсомолу Козаченка. Для «боротьби з бандитизмом» радянською владою було створено загін особливого призначення.
У 1920—1921 роках націоналізовано та передано в комунальне господарство місцеву електростанцію. У селищі створено зсипний пункт «Заготзерна». У 1921 році райпартком створив спеціальну комісію, яка зібрала в Крижополі та сусідніх селах на користь голодуючих Поволжя понад 2 мільйони карбованців, 200 пудів хліба, 110 пудів овочів тощо. У травні 1921 року в Крижополі було відкрито зуболікарську амбулаторію, розширено лікарню, продовжував працювати медпункт біля залізничної станції. У 1922 році було створено кооперативне споживче товариство «Пролетарій». Відкрилася також агротехнічна профшкола. У березні 1923 року Крижопіль став центром району, до складу якого входили 13 сільрад.
Радянська влада проводила репресії проти місцевого населення: так, відомо про мешканця Крижополя, працівника Південно-Західної залізниці Терентія Квятківського (нар. 1894), якого було заарештовано в червні 1924 року як такого, що служив у Дієвій армії УНР і «мав злочинні зв'язки з петлюрівською організацією», та після визнання Подільським губернським судом доводів слідства непереконливими був висланий до Полтави рішенням Особливої наради при ОДПУ. Під час організованого радянською владою Голодомору 1932—1933 років, за спогадами, до Крижополя приїжджали люди з інших областей України, зокрема із Житомирської області, для обміну речей на муку. За свідченням сучасників, у ті часи була відома співанка «Стоїть Лєнін, показує рукою, їдь в Крижопіль за мукою».
1932 року було створено Крижопільську машинно-тракторну станцію (МТС), 10 тракторних бригад якої обслуговували 22 колгоспи Крижопільського району. У 1936 році МТС стала найбільшим підприємством Крижополя, що обслуговувало 28 колгоспів. Електроенергію для підприємств Крижополя в 1930-ті роки виробляли 3 невеликі електростанції: одна з них давала струм з 1923 року, дві інші електростанції стали до ладу 1935 року. Перед Другою світовою війною в Крижополі було 6 промартілей, які займалися пошиттям і ремонтом взуття, пошиттям і фарбуванням одягу, виготовленням лозових виробів, мила, безалкогольних напоїв. У селищі було 3 клуби, 3 бібліотеки, працювала середня школа.

### Друга світова війна
Під час Другої світової війни, 22 липня 1941 року, Крижопіль був окупований румунськими військами (гірським корпусом 3-ї румунської армії) та згодом включений до губернаторства Трансністрія, що перебувало під тимчасовою румунською цивільною управою. У 1941 році центр селища Крижопіль, де знаходилося містечко, був спалений, і євреї переселилися зі знищених будинків до кварталу на вулиці Будгос (Банній вулиці), де в кожному будинку розмістилося кілька сімей. Євреїв зобов'язали носити на одязі жовті шестикутні зірки та використовували на примусових роботах, що включали очищення вигрібних ям, прибирання вулиць, вантаження лісу та інші види робіт.
Влітку 1942 року в Крижополі було створено гетто, куди нацистами насильно зганялися євреї для компактного мешкання. У 1943 році в гетто проживало приблизно 1200 місцевих євреїв та 74 депортованих із Румунії. Крижопіль також служив пересильним пунктом для румунських євреїв, депортованих у Трансністрію. Наприкінці вересня 1943 року до крижопільської в'язниці було ув'язнено 128 учасників місцевого підпілля, що вели підготовку до створення партизанського загону. Упродовж окупації було вбито 1574 місцевих жителів. 16—17 березня 1944 року Крижопіль був зайнятий радянськими військами (303-ю стрілецькою дивізією 73-го стрілецького корпусу 52-ї армії 2-го Українського фронту). У лавах РСЧА на фронтах війни воювали 902 жителі Крижополя.

### Другий радянський період
У 1944 році було відновлено господарство залізничної станції, обладнано вокзал. Також було відновлено роботу Крижопільської МТС, яка, як і до війни, обслуговувала 28 колгоспів. Відновилася робота райпромкомбінату й райхарчокомбінату, які виготовляли продукцію для місцевого населення та для РСЧА. Разом із відбудовою селища мешканці Крижополя надавали шефську допомогу вугільній шахті № 19/20 комбінату «Сталінвугілля». Під час голоду 1946—1947 років, за спогадами, до Крижополя їздили міняти речі на зерно люди з інших областей України, зокрема з Київської області. На крижопільському вокзалі чергували комсомольці, що витрушували та забирали зерно у від'їжджих.
1949 року почав давати продукцію маслозавод. У грудні 1962 року почав працювати комбінат хлібопродуктів, до складу якого увійшли елеватор, електростанція та завод обробки гібридного насіння кукурудзи. Станом на кінець 1960-х — початок 1970-х років у Крижополі також працювали крижопільське райоб'єднання «Сільгосптехніки», «Міжколгоспбуд», Крижопільський лісгоспзаг (лісопромислове підприємство), сирзавод, асфальто-бетонний завод. 1963 року відкрито новий будинок культури. В 1969 році відкрили широкоекранний кінотеатр «Мир». У Крижополі працювало 2 середні школи, школа робітничої молоді, дитяча спортивна школа, професійно-технічне училище, музична школа, 11 бібліотек.
У 1976 році поблизу Крижополя збудовано головний двоповерховий корпус міжколгоспного санаторію «Зелена діброва» на 100 місць. У 1988 році в 12 км від Крижополя в лісовому масиві урочища «Лиса Гора» було побудовано крижопільський дитячий оздоровчий заклад «Мрія».
За даними на 1990 рік, у Крижополі продовжував працювати комбінат хлібопродуктів; також діяли заводи: сироробний, продовольчих товарів і комбікормовий; меблевий цех Гайсинського деревообробного заводу, швейний цех Бершадського філіалу Калинівської фабрики «Подолянка», лісгоспзаг.

## Населення

### Історія
За даними на 1885 рік, селище Крижопіль мало 9 дворів із загальною кількістю жителів 75 осіб. На 1893 рік кількість дворів зросла до 71, а населення збільшилося до 488 осіб. У 1905 році тут налічувалося вже 123 двори та 690 мешканців. У переписі 1897 року окремо зафіксовано населення залізничної станції Крижопіль, яке становило 497 осіб (254 чоловіків і 243 жінок), та населення селища Крижопіль, яке становило 1126 осіб (548 чоловіків і 578 жінок). За переписом, населення залізничної станції складалося на 80,69 % з православних (401 особа) та на 16,5 % з римо-католиків (82 особи), тоді як населення селища — на 59,33 % з юдеїв (668 осіб) та на 32,24 % з православних (363 особи).
До 1923 року кількість мешканців Крижополя збільшилася до 2683 осіб. Перепис 1926 року зафіксував 2986 жителів (1366 чоловіків і 1620 жінок). Частка євреїв у Крижополі за переписом 1926 року складала 51,5 % (1538 осіб), українців — 34,76 % (1038 осіб), росіян — 7,4 % (221 особа), поляків — 4,4 % (134 особи). Серед них 48 % жителів Крижополя (1435 осіб) вказали єврейську мову (їдиш) рідною, 29,8 % (891 особа) — українську мову, 19 % (571 особа) — російську, 2 % (67 осіб) — польську.
Згідно з переписом 1939 року, населення Крижополя склало 3772 жителів. Серед них частка українців складала 56 % (2125 осіб), євреїв — 37 % (1400 осіб), росіян — 3,76 % (142 особи), поляків — 1,6 % (61 особа). За переписом 1959 року, Крижопіль налічував 4831 мешканця (2193 чоловіків і 2638 жінок), за переписом 1970 року — 7082 особи (3262 чоловіків і 3820 жінок). На 1972 рік населення Крижополя становило 7701 особу. У наступні роки чисельність населення продовжила зростати, досягнувши 8466 осіб (3976 чоловіків і 4490 жінок) за переписом 1979 року та 9884 особи за переписом 1989 року. Пік демографічного зростання припав на 1990 рік із загальною кількістю 10 000 мешканців.

### Сучасність
За результатами перепису 2001 року, населення Крижополя склало 9592 осіб. Серед них 98,32 % населення селища вказали українську мову рідною, 1,39 % — російську, 0,29 % — інші мови. З 2001 року спостерігається зниження кількості населення: у 2011 році кількість мешканців знизилася до 9024 осіб (за іншими даними — до 8917 осіб), у 2021 році — до 8609 осіб. За даними на 2022 рік, населення Крижополя складало 8479 жителів.

### Мова
Розподіл населення за рідною мовою за даними перепису 2001 року:
| Мова            | Кількість | Відсоток |
| --------------- | --------- | -------- |
| українська      | 9305      | 98.32%   |
| російська       | 132       | 1.39%    |
| румунська       | 6         | 0.06%    |
| білоруська      | 4         | 0.04%    |
| вірменська      | 4         | 0.04%    |
| єврейська       | 3         | 0.03%    |
| польська        | 1         | 0.01%    |
| інші/не вказали | 9         | 0.11%    |
| Усього          | 9464      | 100%     |

## Релігійні громади

### Єврейська громада
За переписом 1897 року, у Крижополі проживало 668 юдеїв, хоча на законній підставі їм було дозволено проживати тут лише в 1903 році — як виняток із дії Тимчасових правил 1882 року. На початку XX століття громада утримувала дві синагоги. У 1907 році рабином громади став Шауль Гельман (нар. 1868), колишній рабин Тернівки, син рабина Шмелке, із рабинського роду Шмелке Горовиця з Нікольсбурга. За переказами, шанований усіма рабин благословив громаду Крижополя, що відрізнялася особливим благочестям, і із цієї причини згодом тут не було ані кровопролитних погромів, ані тотального знищення євреїв під час нацистської окупації.
За радянської влади в 1922 році в селищі відкрилася єврейська школа (хедер), яка проіснувала до 1939 року. Багато єврейських дітей навчалися в українській школі, деякі сім'ї запрошували додому меламедів для традиційного виховання дітей. Після знесення великої синагоги, на місці якої збудували клуб, євреї збиралися в «малій синагозі» на вулиці Будгос (Банній вулиці). Під час Другої світової війни в 1941 році було спалено центр селища з єврейським містечком, а влітку 1942 року створено гетто.
Після Другої світової війни у Крижополі залишалося жити кілька сотень євреїв. До Крижополя переїжджали євреї із сусідніх сіл. У повоєнні роки у громади селища був рабин на прізвище Маггід. До середини 1960-х років у Крижополі працював шойхет, до кінця 1980-х років збирався міньян. У 1992 році було зареєстровано єврейську громаду, яку очолив Яків Рабін, згодом головою громади став Ісаак Мільман. Одним із членів ради громади став директор друкарні Григорій Фуpep, для зборів та свят громада використовувала приміщення друкарні на Привокзальній вулиці.

### Католицька громада
За переписом 1897 року, серед населення залізничної станції Крижопіль було 82 римо-католики. Після розпаду СРСР місцевих католиків латинського обряду обслуговували францисканці (орден братів менших) з парафії Непорочного Зачаття Пресвятої Діви Марії в Городківці. 2004 року тодішній настоятель цієї парафії бр. Йоан Дуклян Павлюк OFM розпочав будівництво мурованого костелу в Крижополі. 2011 року єпископ Леон Дубравський OFM урочисто освятив новоспоруджений храм Воздвиження Хреста Господнього. Парафія підпорядковується Кам'янець-Подільській дієцезії Римсько-католицької церкви в Україні.

### Православні громади
За переписом 1897 року, серед населення залізничної станції Крижопіль було 401 православний; окрім цього, в окремому селищі Крижопіль із переважно єврейським населенням проживало 363 православних. У 2019 році місцева Свято-Миколаївська релігійна громада Могилів-Подільської єпархії УПЦ МП ухвалила рішення про перехід до Православної церкви України (ПЦУ), проте у 2022 році вирішила залишитися в УПЦ МП. У 2020 році парафіяни ПЦУ встановили та освятили хрест, на місці якого заплановано побудувати церкву в ім'я рівноапостольної княгині Ольги. Згідно з планами, нова церква розташовуватиметься поблизу елеваторного переїзду.

## Економіка
Економічному розвитку Крижополя сприяло географічне розташування, проходження через населений пункт Одеської залізниці, наявність автомобільного сполучення з обласним центром та південними регіонами Вінницької області, а також близьке розташування кордону з республікою Молдова. Станом на 1982 рік у селищі налічувалось 10 промислових підприємств. Основним підприємством був сирзавод. Також працювали Сільгосптехніка, лісхоззаг, підприємство стінових матеріалів, завод продтоварів, комбінат хлібопродуктів, хлібозавод, комбікормовий завод, типографія, фабрика побутових виробів ПМК 109, нафтобаза, автобаза, залізнична станція «Крижопіль».
Станом на 2017 рік у Крижополі працювали:
- ДП «Крижопільський лісгосп» (Крижопільське лісове господарство) — займалося виробництвом деревини та утриманням лісового господарства[94]. Загальна площа земель лісового фонду ДП «Крижопільський лісгосп» на 2019 рік становила 20 364,5 га та поділялася на 5 лісництв, а саме Тростянецьке, Радянське, Заболотненське, Рудницьке та Піщанське[95].

- ТОВ «Крижопільський елеватор» — спеціалізувалося на зберіганні та виробництві зерна і хлібопродуктів[94]. Обсяг одночасного зберігання — 62,9 тисячі тонн. «Крижопільський елеватор» був утворений у 1939 році в результаті об'єднання млина харчокомбінату й реалізаційної бази. Нині належить групі компаній «Ферко», що входить до складу холдингу GNT Group Сергія Грози та Володимира Науменка[96].

- Крижопільська філія ТОВ «Інтер Фуд» (Крижопільський сироробний завод) — спеціалізувалася на виробництві твердих сирів[94][97]. Переробляє до 400 тонн молока на добу, виробляючи до 37 тонн сиру й сирного продукту на добу. Підприємство було засновано в 1971 році в складі Вінницького об'єднання молочної промисловості та у 2005 році придбане компанією «Терра Фуд» Станіслава Войтовича[97].

- ПП «Хілл» (МП «Кряж» у 1992—2002 та ПП «Кряж» у 2002—2015) — здійснювало гуртово-роздрібну торгівлю шифером, цементом, азбестоцементними трубами, сільгосптехнікою, іншою продукцією промислового призначення, харчовими продуктами власного виробництва (борошно, хлібобулочні вироби), продукцією тваринництва та постачало сировину, матеріали для підприємств цементно-шиферної промисловості[98]. Підприємству належав Червоногвардійський шиферний завод у Криму (потужністю 3 млн листів на рік)[99]. Створене в листопаді 1992 року Іваном Мовчаном[98]. З листопада 2016 року перебувало в стані банкрутства[100].

- СТОВ «Кряж і К» — аграрний підрозділ холдингу Івана Мовчана, що до 2013 року налічував 21 господарство в семи районах Вінницької області, які обробляли приблизно 40 тисяч гектарів сільгоспугідь. Влітку 2013 року частину господарств «Кряжа», що обробляли приблизно 15 тисяч гектарів, викупив «Миронівський хлібопродукт» Юрія Косюка. Залишки активів агрохолдингу «Кряж і К», що обробляли приблизно 20 тисяч гектарів у Вінницькій області, у грудні 2013 року придбала швейцарська компанія Glencore[99][101], у березні 2017 року ці активи викупила група Кернел[102][103], у червні 2017 року їх придбала група Епіцентр К[104][105].

- ПрАТ «Продовольча компанія „Поділля“» — займалося сільськогосподарським та промисловим виробництвом[94]. До складу компанії входять Крижопільський цукровий завод у Городківці та Городківський елеватор, а також 4 виробничі філії, що обробляють понад 51 тисяч гектарів на території Крижопільської та п'яти інших громад Вінницької області[106]. Компанія була створена у 2004 році на базі 9 агрофірм, розташованих у зоні Крижопільського цукрового заводу[107]. У 2018 році Крижопільський цукровий завод виробив 171 тисячу тонн цукру, встановивши галузевий рекорд за обсягом виробництва одним підприємством[107][108]. Продовольча компанія «Поділля» входить до складу холдингу «Укрпромінвест-Агро», кінцевим бенефіціаром якого є Олексій Порошенко, син Петра Порошенка[108].

- Філія підприємства «Авіс» (Крижопільський олієпресовий завод) — спеціалізувалася на виробництві олії та інших харчових продуктів[94].

У селищі діяло 66 приватних торговельних підприємств, з них 49 продуктових магазинів та 17 промтоварних, а також 17 побутових підприємств, що надавали побутові послуги населенню, зокрема: ремонт ювелірних виробів, перукарські послуги, фотопослуги, ремонт та пошиття одягу, ремонт взуття, ремонт побутової техніки, салони краси, банно-оздоровчі комплекси й сауни, заклади для проведення урочистих обрядів, підприємства громадського харчування (кафе), комп'ютерні клуби, аптеки, квіткові магазини та автомайстерні. Комунальне обслуговування територіальної громади селища забезпечували підприємства КП «Крижопількомунсервіс», КП «Крижопільський ринок», філія «Крижопільський райавтодор» (ДП «Вінницький облавтодор»), ДП «Крижопільводоканал» та МКСП «Шляхбуд».

## Міський простір

### Громадський центр
Громадським та адміністративним центром селища Крижопіль нині вважається територія в центрі селища вздовж вулиць Героїв України, Соборної, Данила Нечая, Козацької, Андрія Долейка, Кароля Вишневського та Сідора Беларського. Тут розміщені основні об'єкти соціального, культурного та освітнього напрямів, а також установи управління.

### Вулиці
Станом на 2017 рік у Крижополі нараховувалося 100 вулиць і 21 провулок та проїзд. Загальна протяжність вулиць складала 62 597 метри (61,59 км), зокрема: асфальтовані вулиці мали протяжність 21 647 метрів (21,64 км) з площею покриття 229 897 м² (0,22 км²); бутові вулиці — 40 950 метрів (40,95 км) з площею покриття 163 916 м² (0,16 км²). Основними вулицями селища були вулиці Олександра Савченка, В. Чорновола, Залізної Дивізії, Ю. Тютюнника, І. Кожедуба, Героїв України, Кароля Вишневського та Сідора Беларського.
Відповідно до закону про декомунізацію, станом на 2017 рік у Крижополі було перейменовано вулиці з радянськими назвами, зокрема вулиці: Войнова — на Євтихія Непийводи, Кірова — на Сидора Беларського, Комсомольську — на Войцеха Дажицького, Калініна — на Яна Засідателя, Котовського — на Героїв Крут, Крупської — на Кароля Вишневського, Леніна — на Соборну, Куйбишева — на Юрія Тютюнника, Свердлова — на Козацьку. У 2020 році частину вулиці Юрія Тютюнника було перейменовано на честь Олексія Порошенка, батька п'ятого президента України Петра Порошенка.

### Житлова забудова
Житловий фонд селища Крижопіль складається із садибних та багатоквартирних будинків. Основна територія селища представлена низькоповерховою забудовою садибного типу. Зблокована забудова розміщена вулицею Олімпійською. Багатоповерхова багатоквартирна забудова сконцентрована переважно вздовж вулиць В. Чорновола, Південної, А. Мирного, О. Савченка, Затишної, Одеської, Героїв України, Чабанюка, Соборної, Полковника Зеленського, Заболотного та Черняхівського.
Станом на 2017 рік у селищі налічувалось 3312 садибних житлових будинки та 112 багатоповерхових будинків (1744 квартир). Площа присадибних ділянок складала від 0,10 га до 0,15 га, середній вік садибних будинків — від 35 до 40 років. Загальна площа житлового фонду Крижополя складала 402,909 тисячі м², з яких 314,64 тисячі м² припадало на садибну забудову, 88,269 тисячі м² — на багатоквартирну забудову. На кожного мешканця селища в середньому припадало 45,7 м² житлової площі.

### Виробнича зона
У межах населеного пункту виробничі території розташовані в північно-західній та південно-східній частині селища. На 2017 рік ці території використовувалися за своїм цільовим призначення такими підприємствами, як ДП «Крижопільський лісгосп», ТОВ «Крижопільський елеватор», Крижопільська філія ТОВ «Інтер Фуд», ПП «Хілл» (ПП «Кряж»), ПрАТ «Продовольча компанія „Поділля“», філія підприємства «Авіс», КП «Крижопількомунсервіс», КП «Крижопільський ринок», філія «Крижопільський райавтодор» (ДП «Вінницький облавтодор»), ДП «Крижопільводоканал» та МКСП «Шляхбуд».

### Зелена зона
У межах селища Крижопіль лісових насаджень немає. Зелені насадження характеризуються лише фруктовими деревами в межах присадибних ділянок та зеленими насадженнями на території селища. На території житлової садибної забудови переважають плодові дерева та кущі, висаджені біля будівель, більша частина присадибних ділянок зайнята городами. У центральній частині селища розміщено парк-пам'ятку садово-паркового мистецтва «Парк культури і відпочинку селища Крижопіль» площею 16,34 га.

## Інфраструктура

### Транспорт

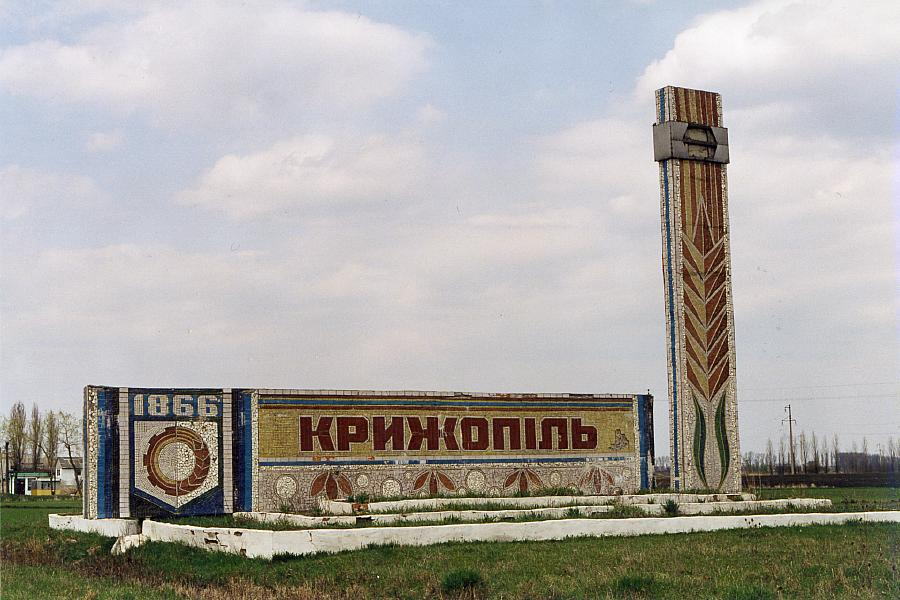
Знак на в'їзді в Крижопіль

Залізнична станція Крижопіль Одеської залізниці розташована в центральній частині селища Крижопіль. Станом на 2024 рік станція мала пряме сполучення із Києвом, Запоріжжям, Львовом, Одесою, Чернівцями та Ковелем. Крижопіль має регулярне автобусне сполучення з Вінницею, Києвом та Кишиневом, а також із Гайсином, Піщанкою та селами Гарячківкою, Городківкою, Заболотним, Крикливцем, Куничим та Левковом.
Через Крижопіль проходять дві територіальні автомобільні дороги та одна обласна:
- Т 0202 Могилів-Подільський — Ямпіль — Крижопіль — Бершадь — Умань[123];

- Т 0233 Вапнярка — Крижопіль — Піщанка — КПП «Загнітків»[123];

- О022003 Савинці — Крижопіль — Вільшанка — Велика Кісниця[124].

### Медицина
Станом на 2017 рік медичні послуги населенню надавали окружна лікарня інтенсивного лікування (на 142 ліжко-місця та на 360 відвідувань за зміну) та центр первинної медико-санітарної допомоги (на 945 відвідувань за зміну). Була закрита туберкульозна лікарня. Селище обслуговувало 7 аптек та 5 приватних стоматологічних кабінетів.

### Пожежна безпека
Станом на 2017 рік на території Крижополя діяло пожежне депо на 4 автомобілі, яке повністю охоплювало всю територію населеного пункту радіусом до 3 км.

### Телефонний зв'язок
Станом на 2017 рік у Крижополі налічувалося 2700 телефонних абонентів ВАТ «Укртелеком». Населення користувалося мобільним зв'язком різних операторів. У 2019 році Крижопіль був підключений до мережі 4G.

### Кладовища
Станом на 2017 рік на території селища були розташовані два діючих кладовища: у центральній частині населеного пункту — діюче кладовище площею 3,67 га та в північній частині населеного пункту — діюче кладовище площею 0,46 га.

### Житлово-комунальне господарство

#### Водопостачання
Станом на 1982 рік водозабезпечення центральної частини селища Крижопіль здійснювалося центральним водогоном від 4 свердловин, розташованих у південно-західному напрямку біля села Голубече, дебетом 25-30 м³ на годину. Середня потужність селищного водогону складала 2000 м³ на добу. Довжина водогону складала 3 км. Мешканці малоповерхової забудови користувалися шахтними криницями та водорозбірними колонками, яких налічувалось у селищі приблизно 110. Залізничний вузол для своїх потреб мав 1 свердловину потужністю 600 м куб на добу.
Станом на 2017 рік водозабезпечення селища здійснювалося центральним водогоном від восьми свердловин (ділянка Голубече) родовища питних вод, сумарним дебетом 1800 м³ на добу. Протяжність водопроводу на території Крижопільської селищної ради становила 73,5 км. Громада була забезпечена водопостачанням на 100 %. Якість води відповідала ДСТУ. На території селища налічувалось 23 громадські криниці. У приватному секторі налічувалось приблизно 600 індивідуальних криниць.

#### Водовідведення
Станом на 1982 рік центральна каналізація була відсутня. Станом на 2017 рік селище Крижопіль було частково забезпечене централізованим водовідведенням. Територією Крижопільської селищної ради проходили каналізаційні мережі протяжністю 18,5 км самопливна та 1,1 км напірна, а також дощова каналізація протяжністю 0,5 км. Очисні споруди належали Крижопільській філії ТОВ «Інтер фуд» та ДП «Крижопільводоканал» та використовувалися для очищення стічних вод як виробничих підприємств, так і для житлової забудови.

#### Електроенергія, тепло та газ
Станом на 1982 рік Крижопіль був повністю електрифікований. Станом на 1982 рік та 2017 рік електрозабезпечення здійснювалося від електропідстанцій 110/35/10 кВ «Крижопіль». На 2017 рік територією Крижопільської селищної ради проходили лінії електропередач потужністю 16174 Ква та протяжністю повітряних мереж 115,4 км. Централізоване теплопостачання станом на 1982 та 2017 рік було відсутнє. Виробничі підприємства мали власні котельні на твердому паливі. Опалення садибного житлового фонду та багатоповерхових будинків здійснювалось індивідуально від автономних побутових теплогенераторів, що працюють на електроенергії та на інших видах палива. Станом на 2017 рік селище не було газифіковане та відповідно до даних ВАТ «Вінницягаз» населений пункт не підлягав газифікації.

#### Вивезення сміття
Станом на 1982 рік тверді побутові відходи централізовано вивозилися лише з адміністративних та комунальних споруд на несанкціоноване звалище. Станом на 2017 рік використовувався полігон твердих побутових відходів, введений в експлуатацію у 2008 році. Полігон був розташований на відстані 1,3 км (за іншими даними — 2,5 км) від селища, проєктною площею 2,12 га. Станом на 2017 рік сміттєзвалище вичерпало свій ресурс, тому виконавчим комітетом Крижопільської селищної ради було ухвалено рішення про розширення діючого сміттєзвалища ще на 2,0 га з потужністю 55 тисяч тонн. Станом на 2017 рік у селищі існував великий сектор приватної забудови не охоплений сучасною санітарною очисткою від твердих побутових відходів із роздільним збором сміття. Місцями були утворені стихійні сміттєзвалища.

## Освіта
Перша школа в Крижополі була відкрита 1888 року. На 1892 рік існувало дві школи: селищанська й залізнична, де працювало по два класи. На початку 1900-х років залізнична школа була реорганізована у двокласну із двома паралелями. У 1922 році відкрито єврейську школу (хедер), яка проіснувала до 1939 року. Селищанська й залізнична школи згодом були об'єднані. У 1937 році відбувся перший випуск десятирічки.
На сьогодні в Крижополі діють три ясла-садки, два загальноосвітні ліцеї та один професійний ліцей:
- Ліцей № 1 (до 2022 року — середня загальноосвітня школа І-ІІІ ступенів № 1 імені Героя Радянського Союзу О. А. Бичковського) було відкрито у 1960 році[83][135].

- Ліцей № 2 (до 2023 року — середня загальноосвітня школа І-ІІІ ступенів № 2 ім. воїна-інтернаціоналіста С. В. Гаврилюка) було відкрито у 1969 році[136][137].

- Крижопільський професійний будівельний ліцей (до 2004 року — будівельне професійно-технічне училище № 9) було створено у 1970 році[138].

У селищі також працює Крижопільська школа мистецтв (до 2021 року — Крижопільська школа естетичного виховання), у якій навчають за спеціальностіми музичне мистецтво, хореографічне мистецтво й образотворче та декоративне мистецтво. Із закладів позашкільної освіти працюють одна дитяча юнацько-спортивна школа та будинок школярів.

## Пам'ятки

### Вокзал
Будівлі залізничного вокзалу та багажного відділення 1908 року побудови є пам'ятками архітектури місцевого значення Вінницької області.

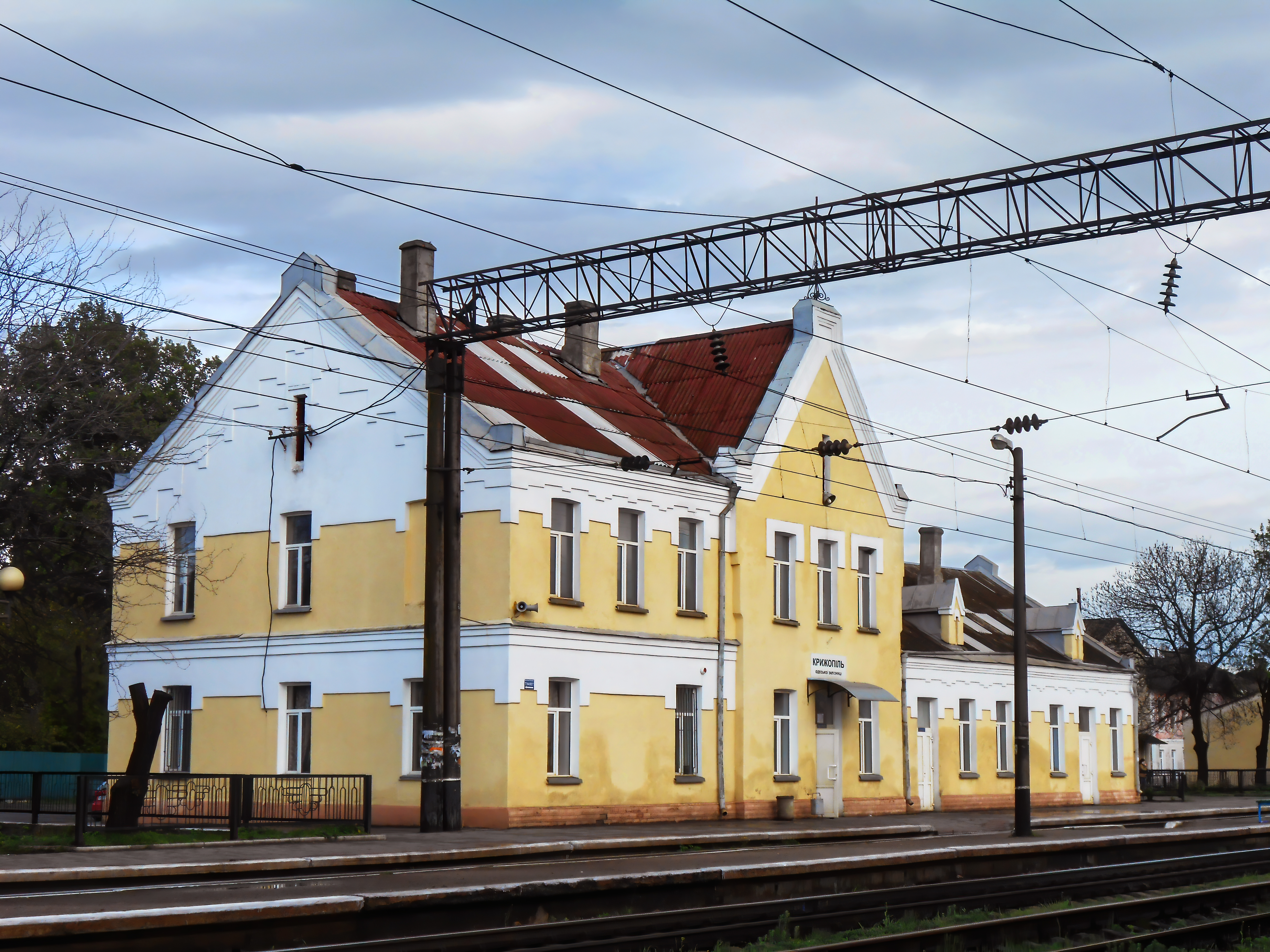
Залізничний вокзал (1908)
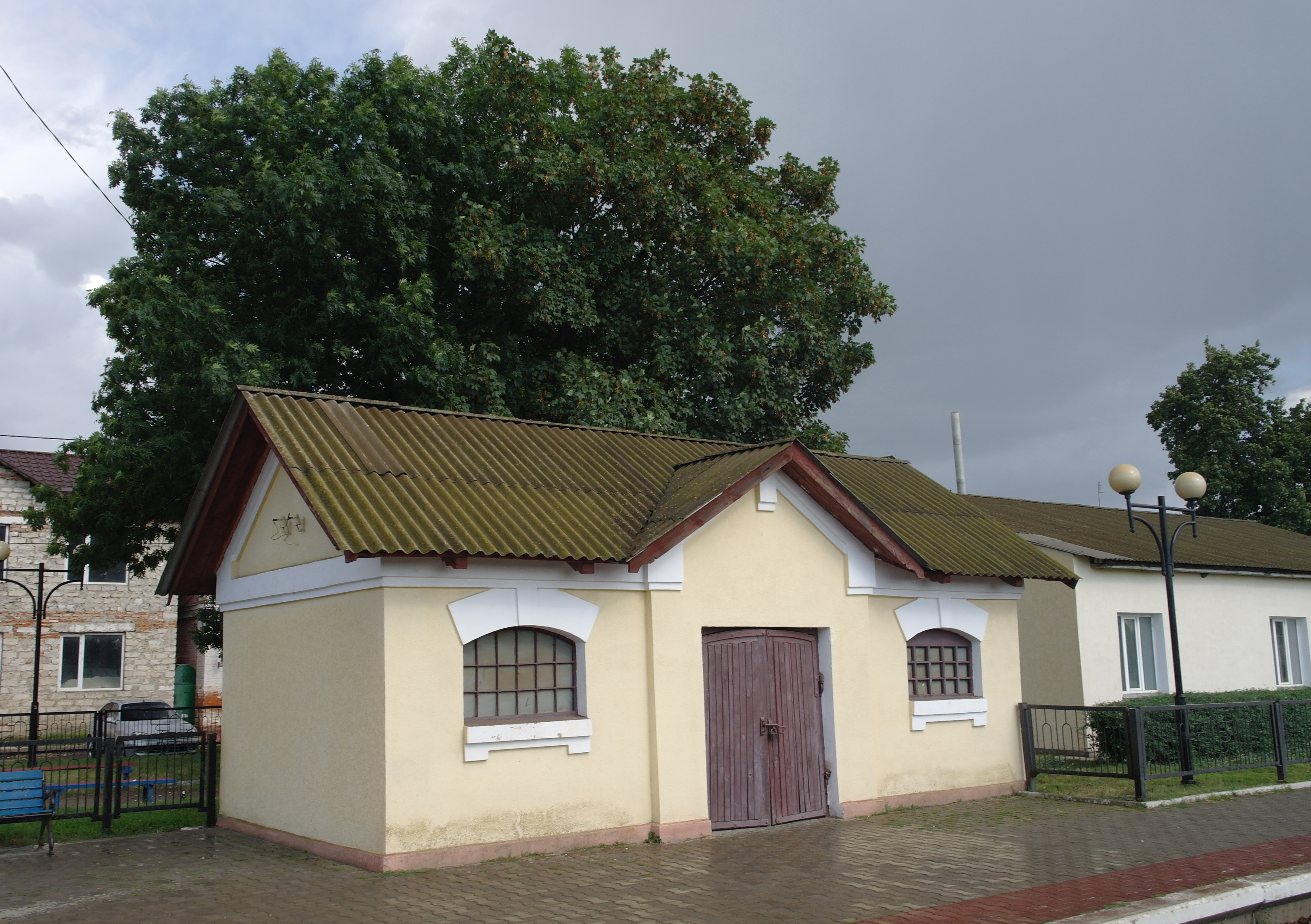
Багажне відділення (1908)

### Садово-паркове мистецтво
У 1870-ті роки біля станції Крижопіль було створено дендрарій. Статусу пам'ятки садово-паркового мистецтва Крижопільський дендрарій не мав, більша частина території була забудована. Зокрема, було знищено тис ягідний віком понад 200 років (найстаріший в області). У 2009 році на базі колекції дерев і кущів дендрарію було створено Парк культури і відпочинку селища Крижопіль, що у 2016 році отримав статус парку-пам'ятки садово-паркового мистецтва місцевого значення Вінницької області.

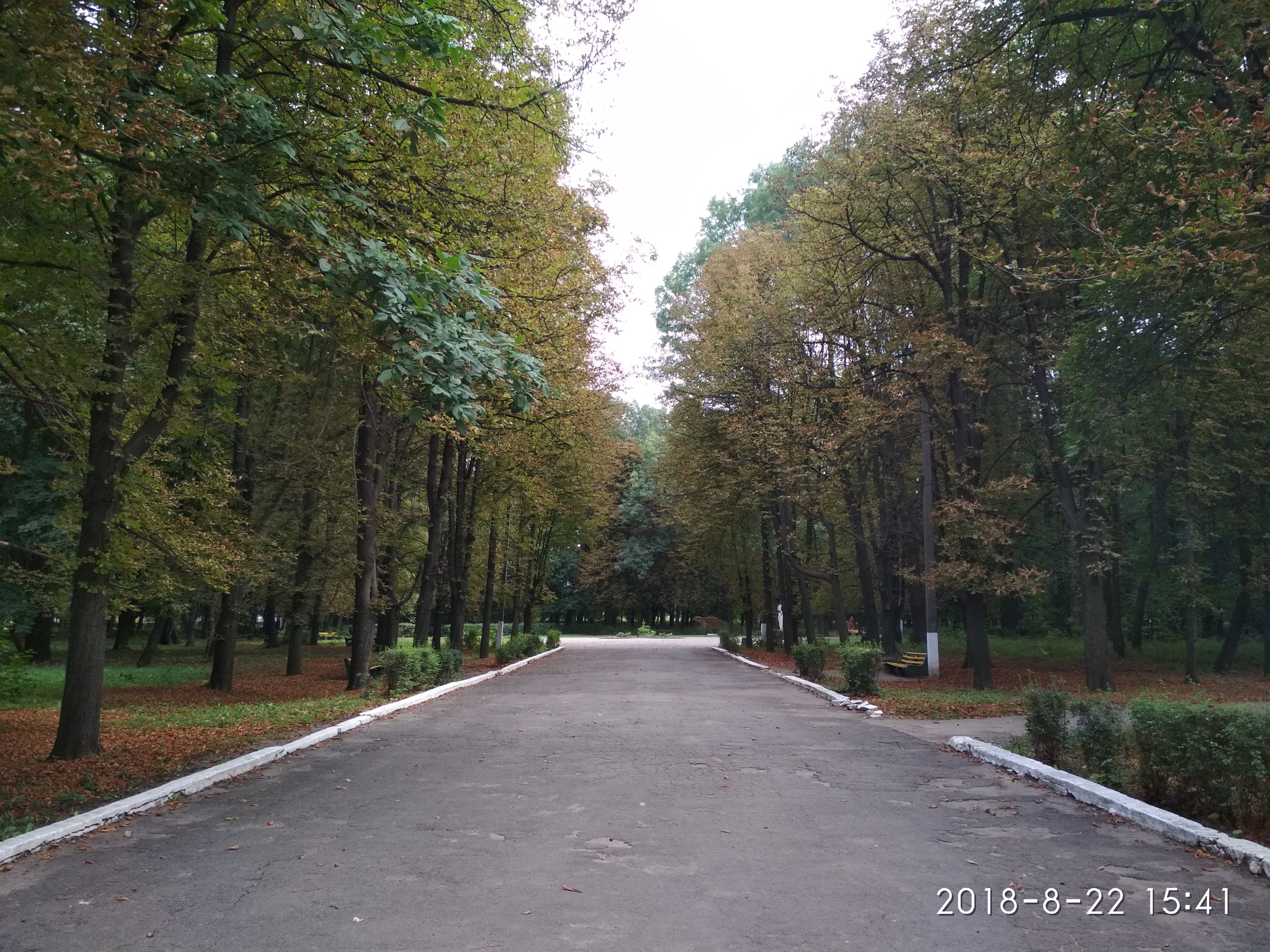
Парк культури і відпочинку селища Крижопіль
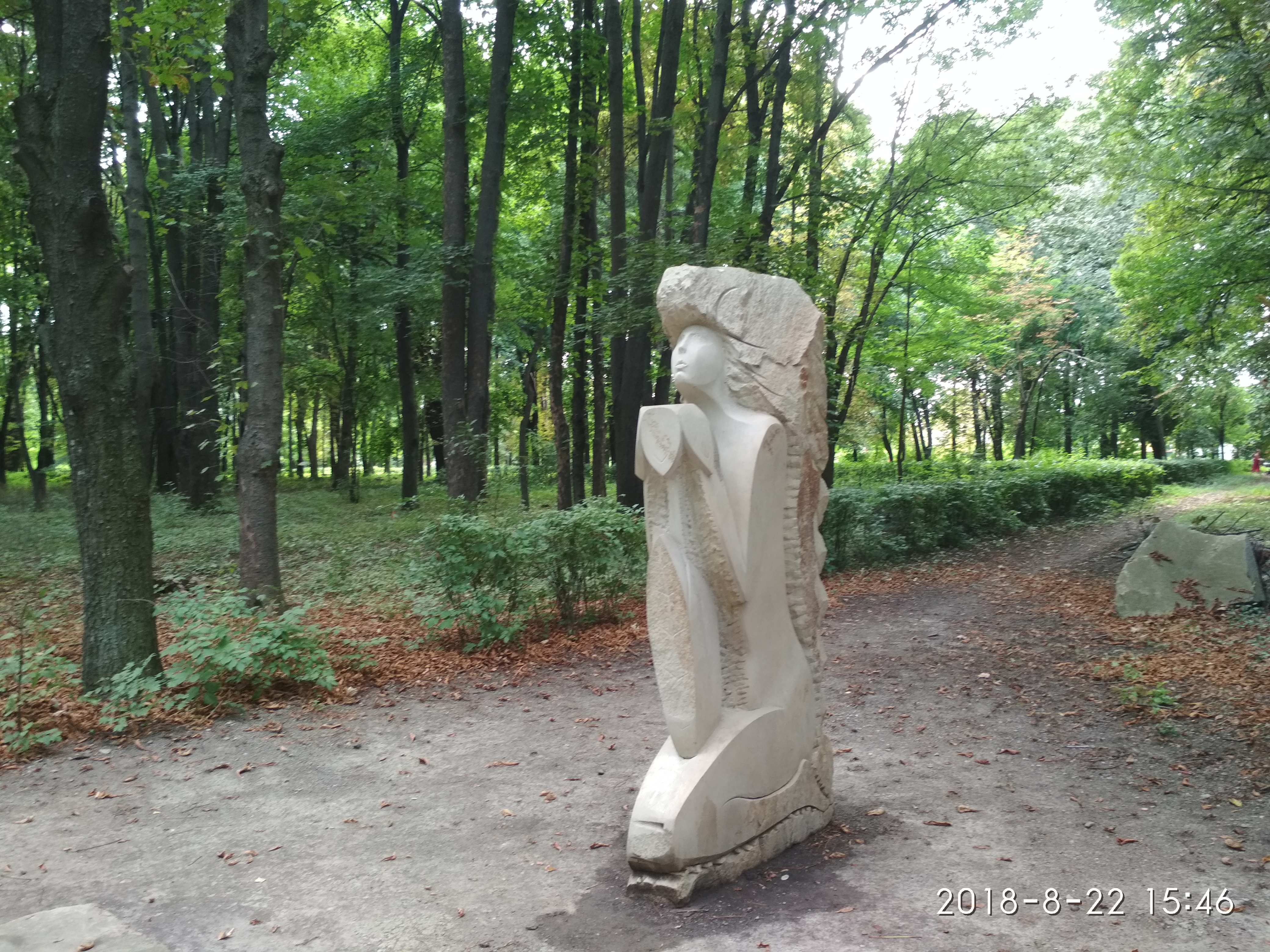
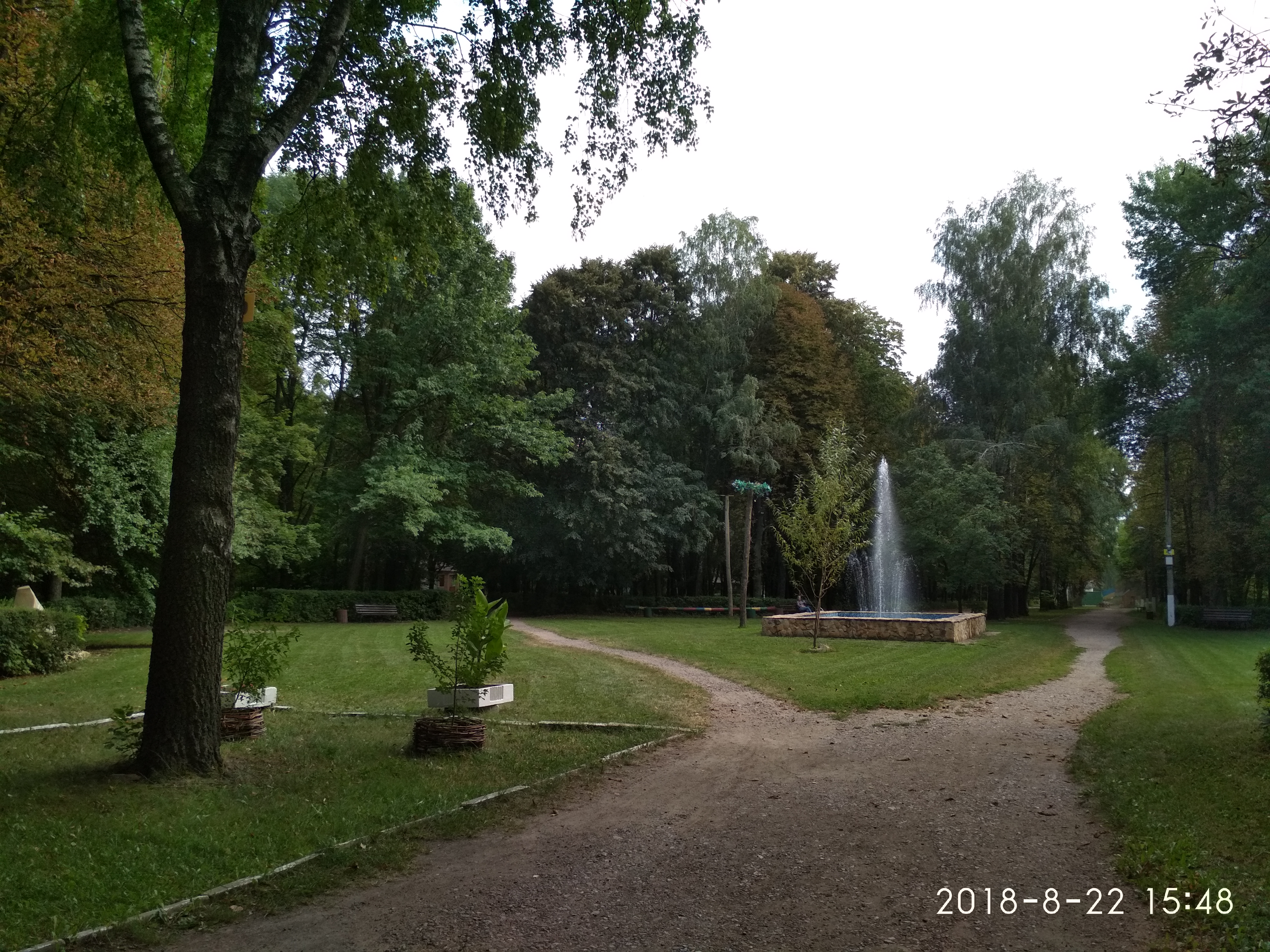
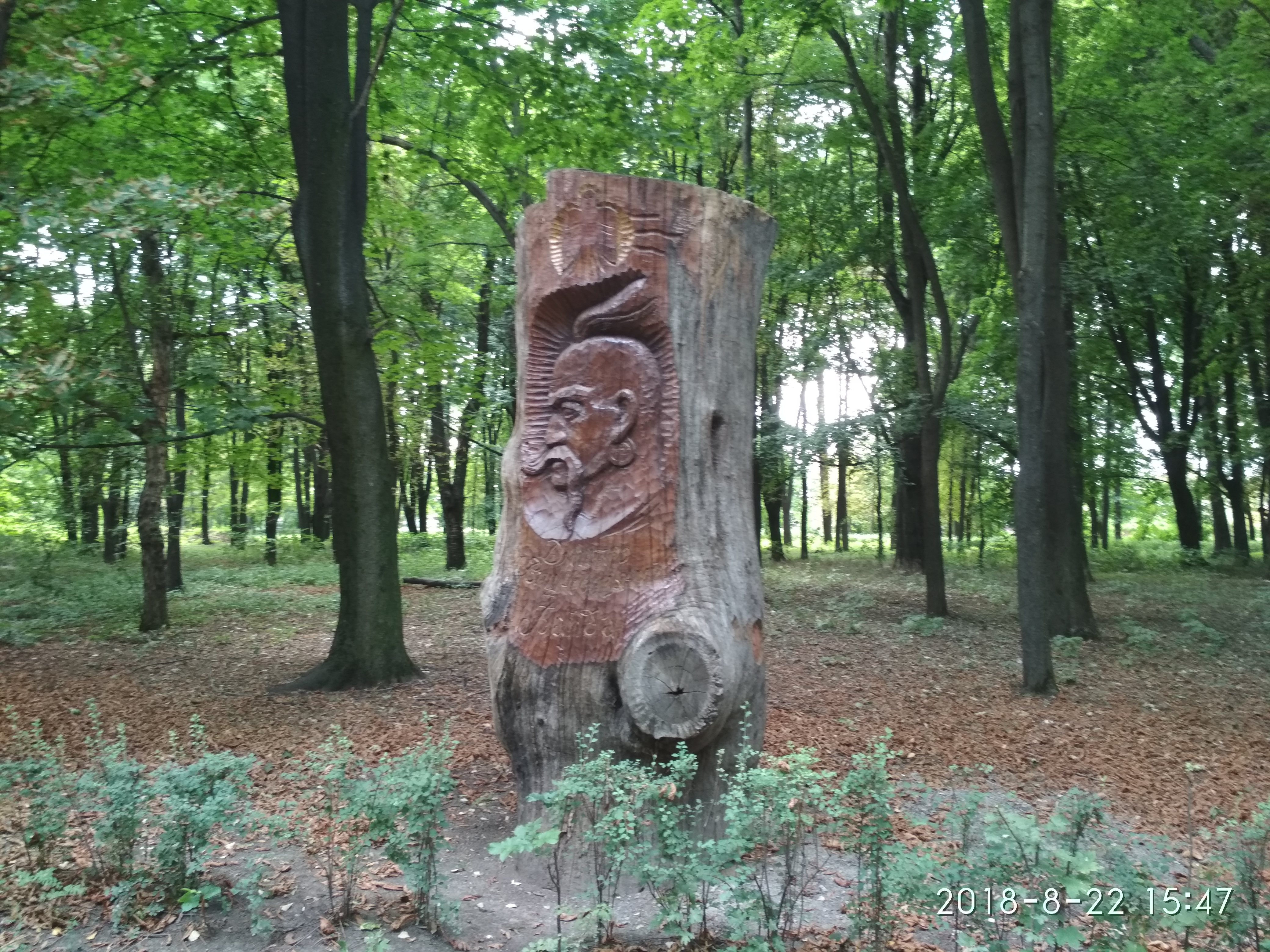

### Єврейське кладовище
На околиці селища знаходиться єврейський цвинтар із надгробками XIX—XX століть, тут же встановлено два пам'ятники на братських могилах румунських євреїв, що загинули в Крижополі в роки Другої світової війни.

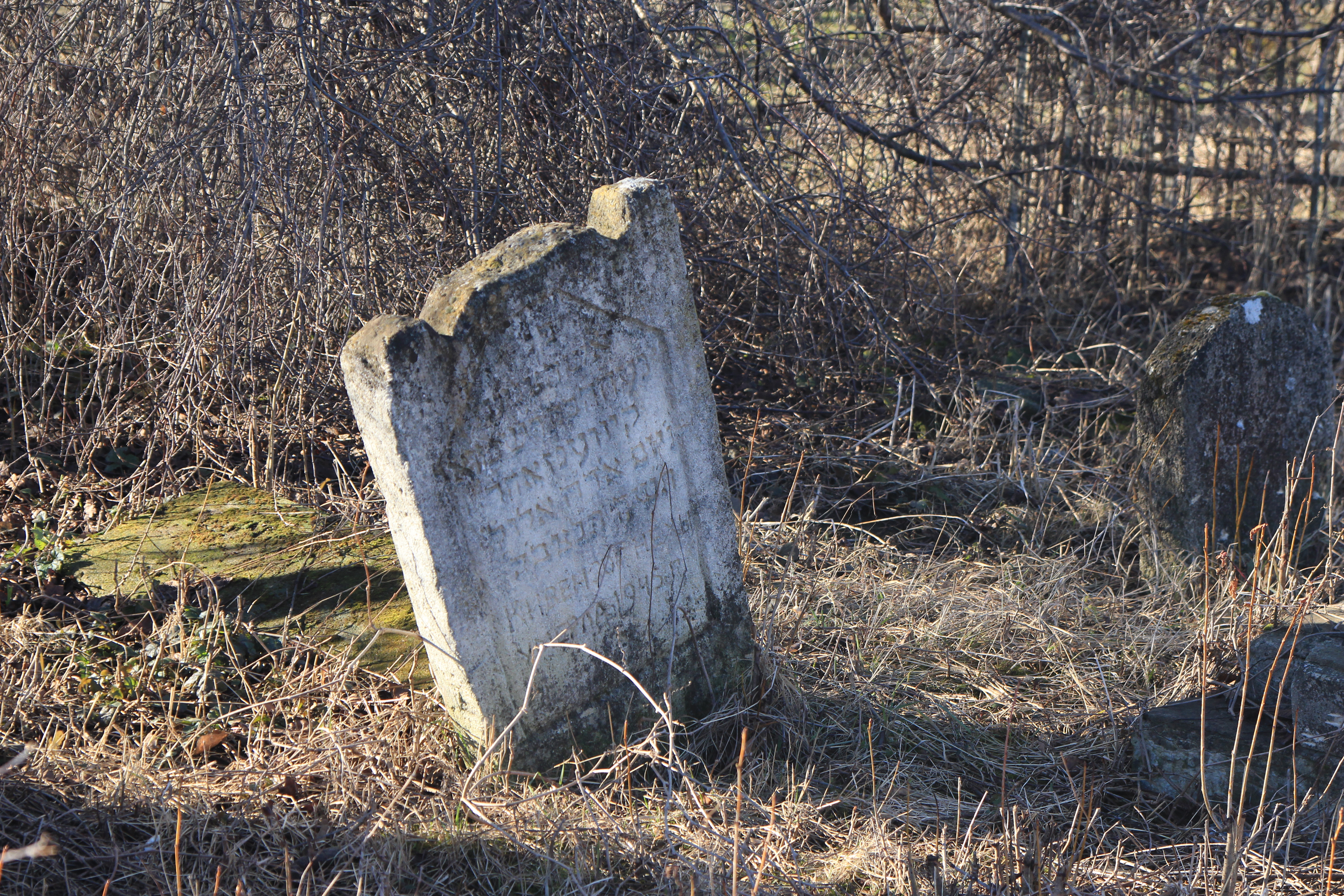
Єврейське кладовище

### Пам'ятники
У 1972 році відкрито монумент «Братська могила 1342 воїнів Радянської Армії, загиблих при звільненні селища та навколишніх сіл», що має статус пам'ятки історії місцевого значення Вінницької області. Три пам'ятники, встановлені в Крижополі, мають статус пам'яток монументального мистецтва місцевого значення Вінницької області: Герою Радянського Союзу О. А. Бичковському (1969), Герою Радянського Союзу Р. С. Смищуку (1975), а також погруддя Т. Г. Шевченка (1997).
У 2015 році відкрито та освячено пам'ятний знак «Борцям за волю України». У 2016 році відкрито та освячено пам'ятник на честь воїнів-земляків, полеглих у районі АТО. Також у 2016 році відкрито пам'ятник на честь земляків — ліквідаторів аварії на Чорнобильській АЕС. У 2019 році відкрито меморіальну дошку на честь 100-річчя Української революції 1917—1921 років і барельєф Симона Петлюри. Також у 2019 році було відкрито пам'ятник Данилу Заболотному.
У 2023 році в День Збройних Сил України було відкрито Алею пам'яті загиблих героїв-земляків.

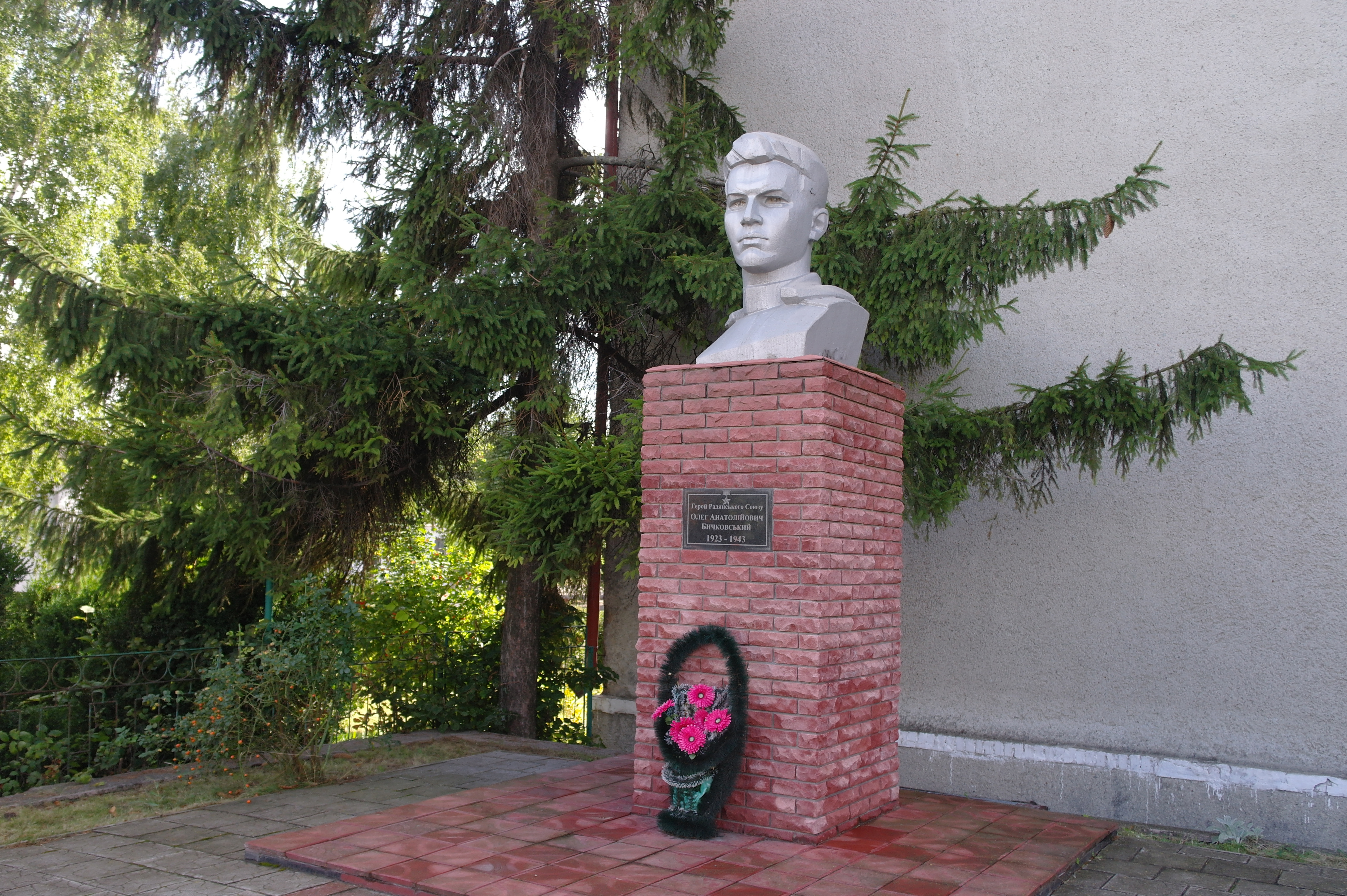
Пам'ятник О. А. Бичковському (1969)
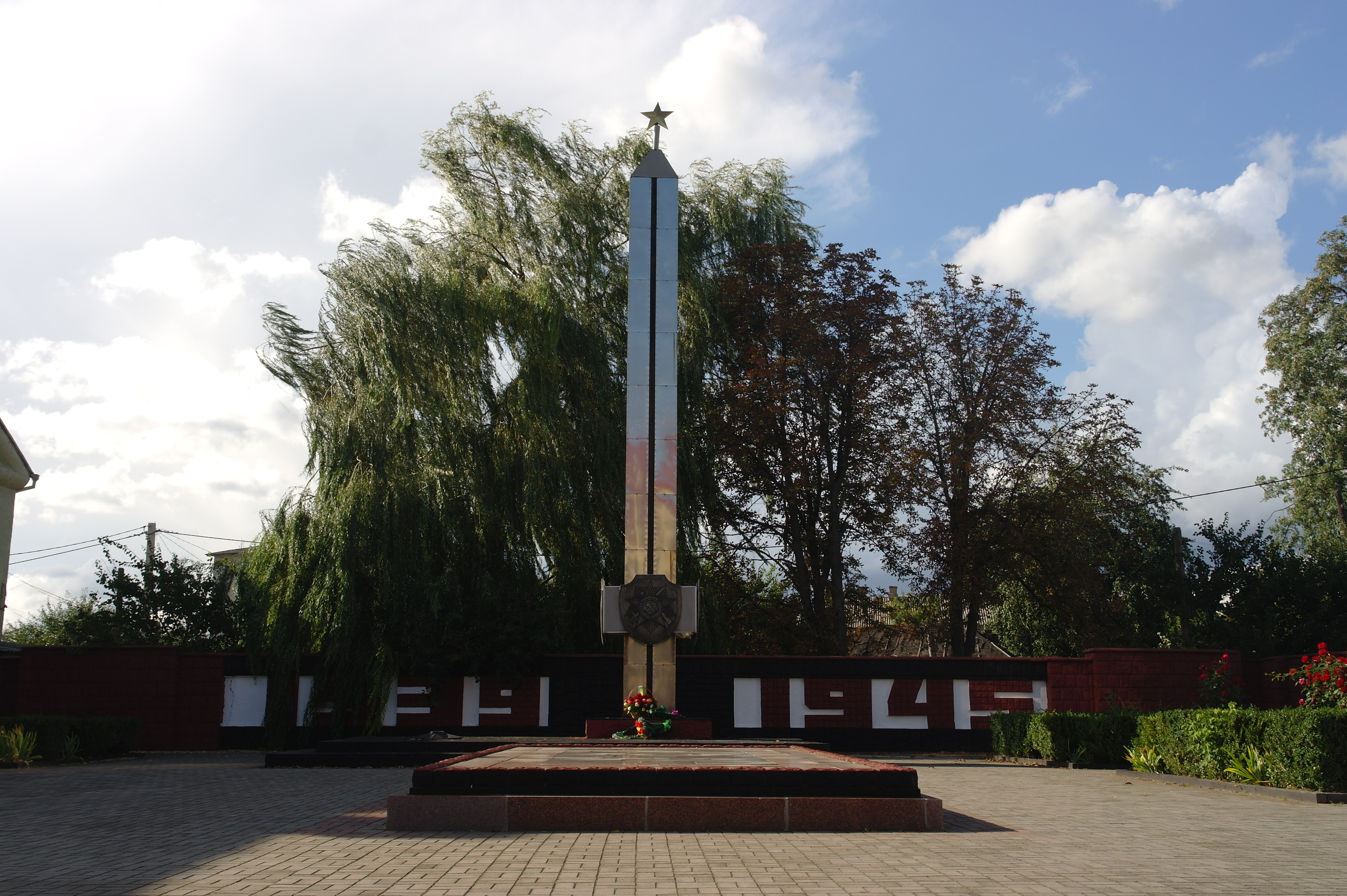
Братська могила воїнів радянської армії (1972)
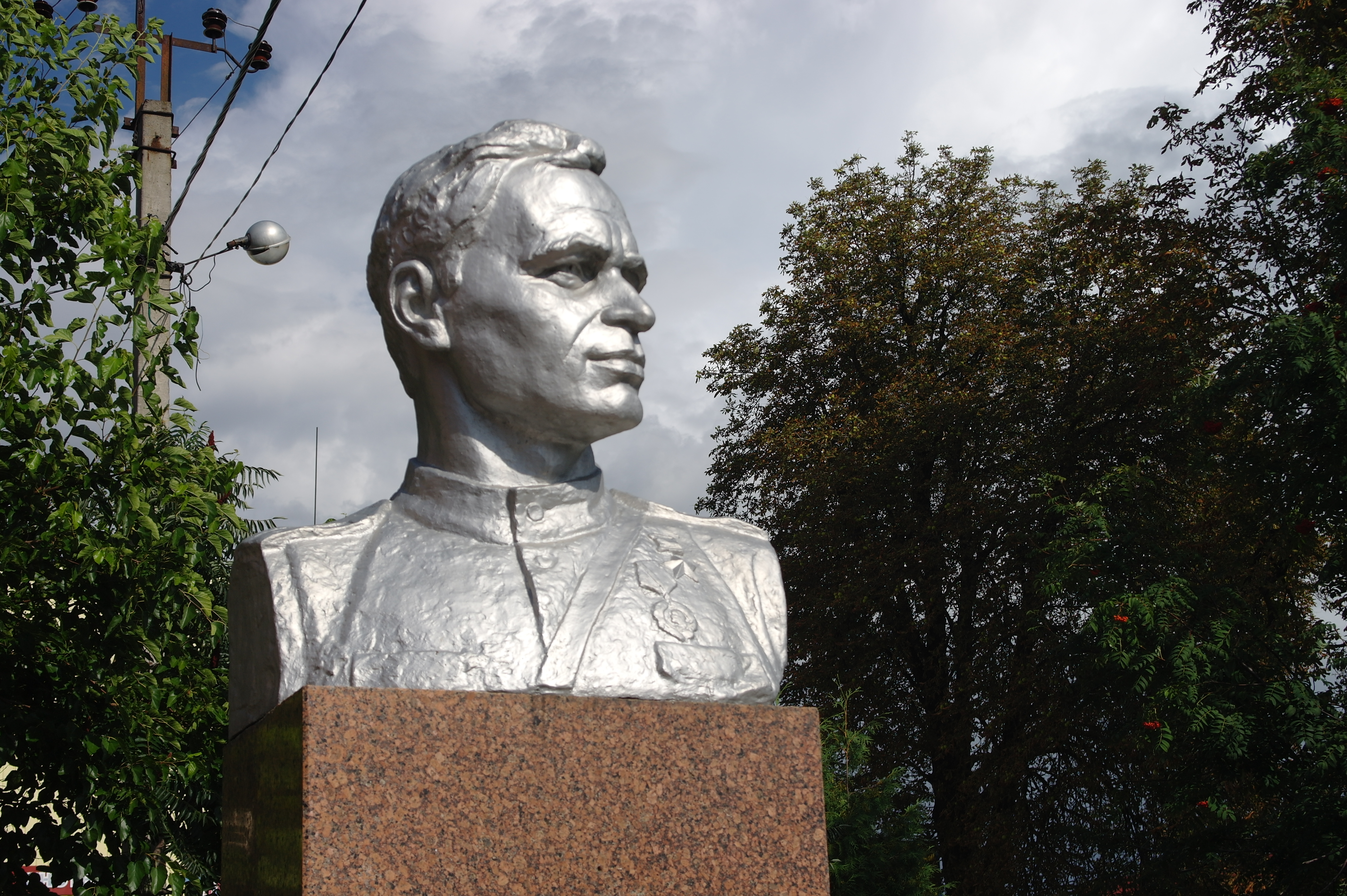
Пам'ятник Р. С. Смищуку (1975)
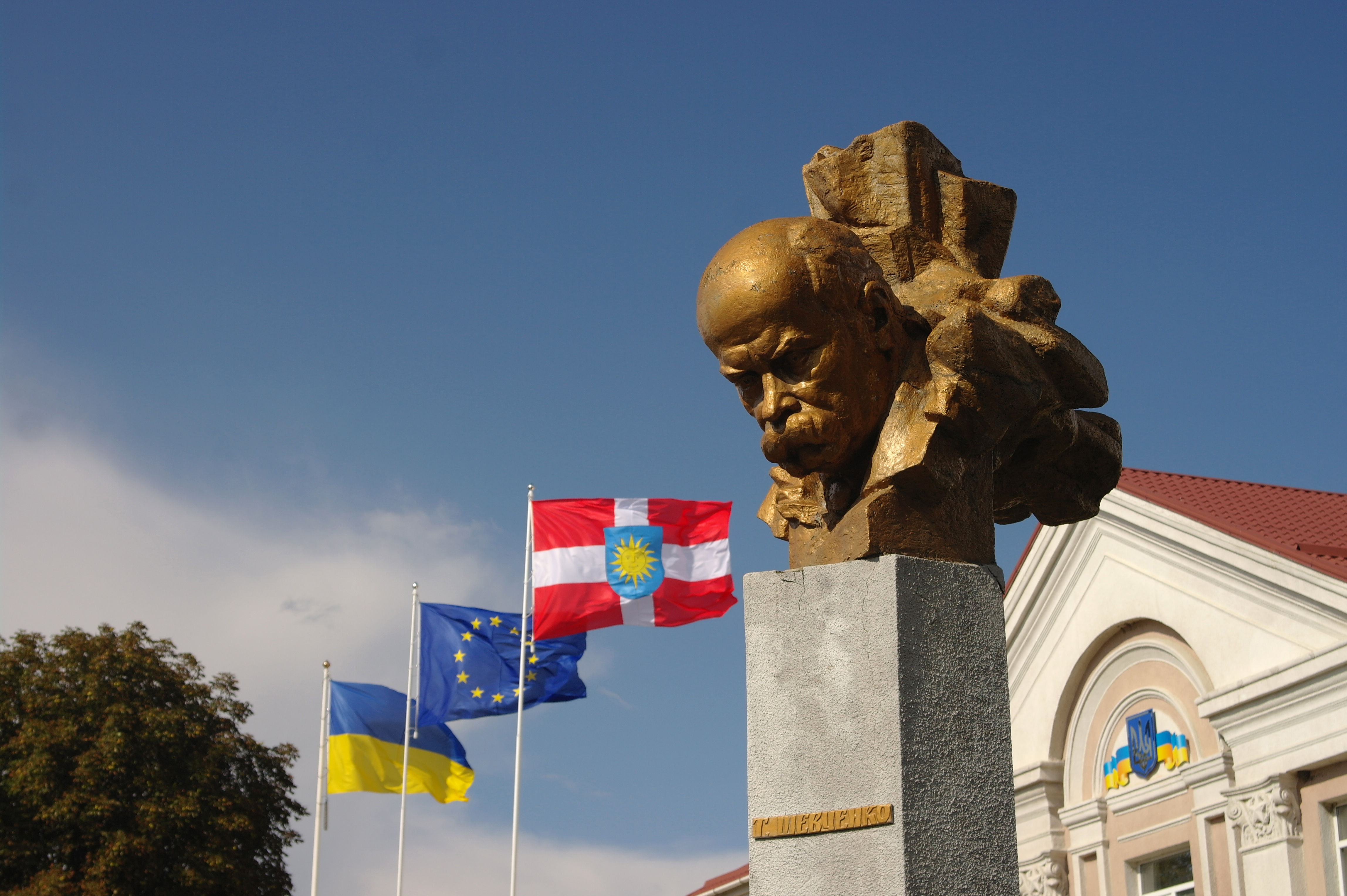
Погруддя Т. Г. Шевченка (1997)

## Відомі особи
Уродженці
- Прозор Олена Петрівна (нар. 1981) — викладач вищої математики в ВНТУ, зам. декана факультету ІТКІ, пейнтболіст, доцент (2007).

- Верхратський Сергій Аврамович (1894—1988) — лікар-хірург, історик медицини, доктор медичних наук (1945), професор (1947).

- Сидор Беларський (1898—1975) — оперний співак і виконавець пісень на їдиш. У 1930-х роках емігрував до США.

- Усачій Марк Володимирович (1921—2010) — шахіст, майстер спорту СРСР (1955), міжнародний майстер ІКЧФ (1992), майстер ФІДЕ (1994).

- Шевченко Віталій Іванович (нар. 1939) — журналіст, публіцист, краєзнавець.

- Тишецький Валентин Антонович (нар. 1951) — живописець, член Національної спілки художників України (з 1993).

- Зелінська Надія Віталіївна (нар. 1953) — учена в галузі видавничої справи та соціальних комунікацій, доктор філологічних наук (2005), професор (2003).

- Левицький Володимир Леонідович (нар. 1971) — домрист (виконавець на домрі). Артист квартету «Джерело» Національної філармонії України. Заслужений артист України (2011).

- Тесля Володимир Миколайович (нар. 1978) — засновник і президент міжнародного турніру зі змішаних бойових мистецтв World Warriors Fighting Championship (WWFC).

- Джугастрянська Юлія Володимирівна (нар. 1983) — перекладачка та літературознавиця.

- Паламарчук Зоряна Віталіївна (нар. 1991) — поетеса, радіоведуча, громадська діячка.

- Шмига Віра Федорівна (* 1956) — українська поетеса.

Жителі
- Моше Глазер (нар. 1892) — письменник і поет, писав на ідиші. Жив у Крижополі з 1910 року[45].

- Завальний Микола Якович (нар. 1947) — письменник, журналіст, агроном-селекціонер, член Національної спілки журналістів України (1999), Національної спілки письменників України (2011).

- Годований Євген Федорович (нар. 1949) — педагог, історик, кандидат історичних наук (2007), перекладач, поет, краєзнавць, дослідник. Навчався та викладав у Крижополі.

- Гринчик-Струтинська Наталія Іванівна (нар. 1959) — поетеса, член Національної спілки письменників України. Викладала в Крижополі.

Військовослужбовці, які загинули під час російсько-української війни у 2014—2022 роках

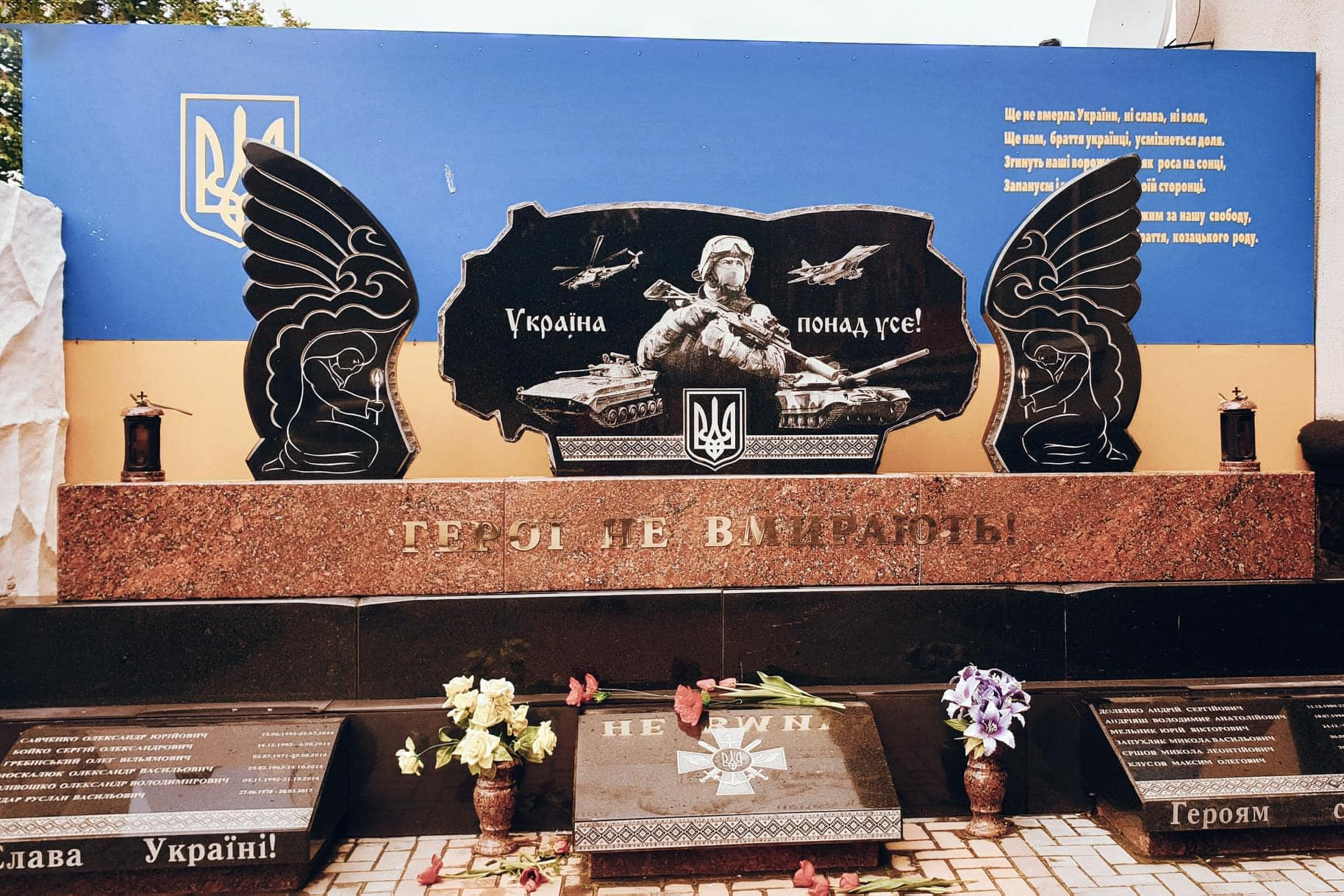
Пам'ятник на честь воїнів-земляків, полеглих у районі АТО (2016)

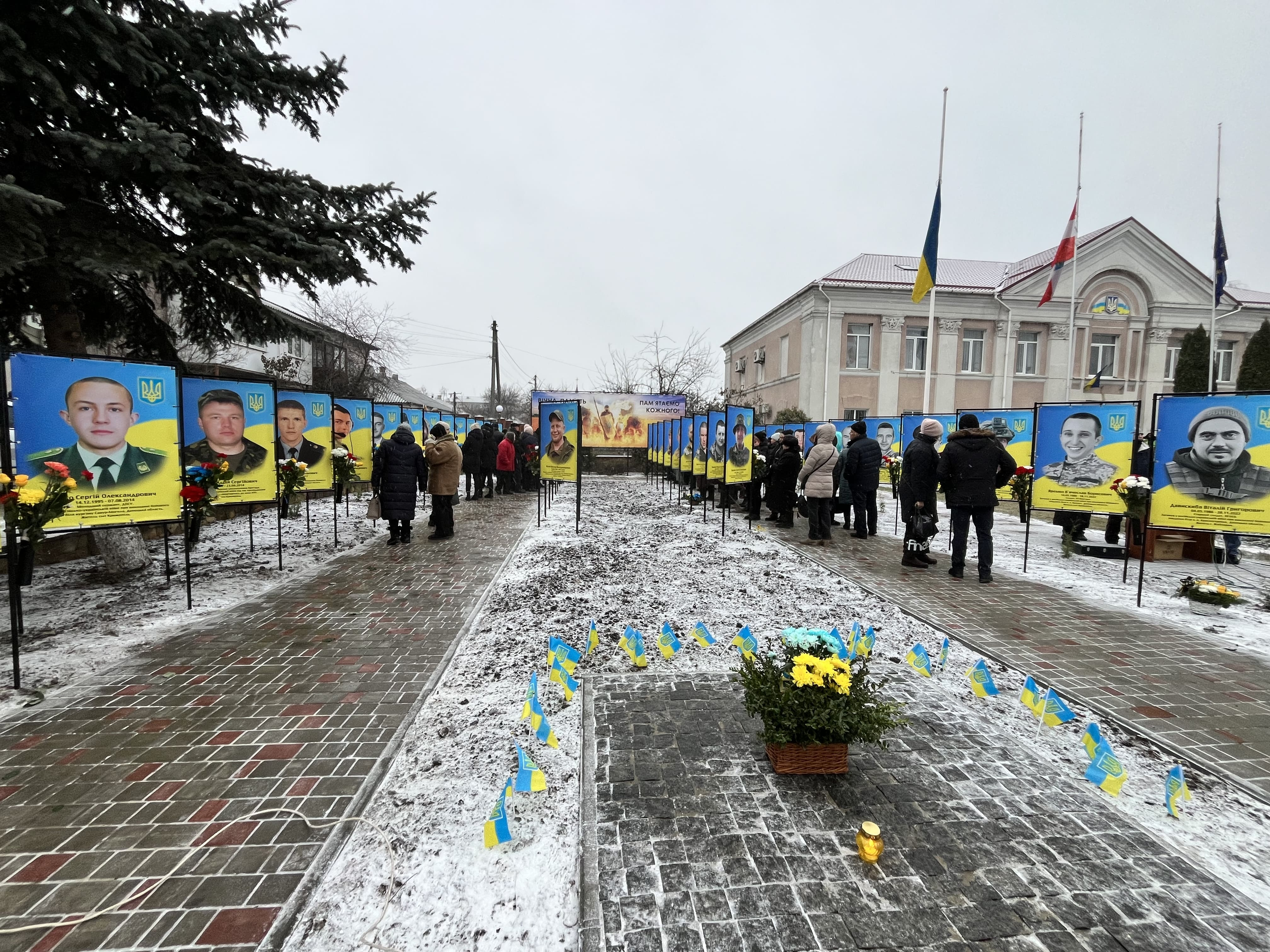
Алея пам'яті загиблих героїв-земляків (2023)

- Савченко Олександр Юрійович (1992—2014) — старший солдат, навідник-оператор 24 ОМБр. Уродженець Крижополя. Загинув унаслідок мінометного обстрілу противником біля КПП «Довжанський».

- Бойко Сергій Олександрович (1995—2014) — солдат, курсант навчальної групи відділу підготовки молодших спеціалістів навчального центру Державної прикордонної служби України. Уродженець Крижополя. Загинув під час обстрілу противником колони при виході з «Довжанського котла» (сектор Д). Нагороджений орденом «За мужність» III ступеня (посмертно)[156].

- Гребінський Олег Вільямович (1971—2014) — старший сержант міліції України, доброволець батальйону «Херсон». Уродженець Крижополя. Загинув у бою під Іловайськом під час виходу з оточення.

- Долейко Андрій Сергійович (1989—2014) — солдат, військовослужбовець 30 ОМБр. Під час повернення з відпустки до військової частини загинув у ДТП.[157]

- Бондар Руслан Васильович (1978—2017) — прапорщик, механік-водій БМП-2 механізованого батальйону 30 ОМБр. Уродженець Крижополя. Загинув від кулі снайпера поблизу селища Новотроїцьке Донецької області.

- Корчовський Роман Олександрович (1999—2020) — старший сержант, курсант Харківського національного університету Повітряних сил імені Івана Кожедуба, командир групи. Загинув в авіакатастрофі Ан-26 під Чугуєвом[158]. Нагороджений медаллю «За військову службу Україні»[159].

Військовослужбовці, які загинули під час російсько-української війни у 2022 році
- Подолян Ярослав Володимирович (1995—2022) — військовослужбовець Збройних сил України. Уродженець Крижополя. Загинув біля села Кам'янка Харківської області[160].

- Новожен Костянтин Дмитрович (2001—2022) — лейтенант, командир механізованого взводу механізованої роти механізованого батальйону. Уродженець Крижополя. Загинув при виконанні бойового завдання в районі Красногорівки Донецької області[161]. Нагороджений орденом Богдана Хмельницького III ступеня (посмертно)[162][163].

- Мерва Валерій Васильович (1990—2022) — старший солдат, механік-водій механізованого відділення механізованого взводу механізованої роти. Уродженець та житель Крижополя. Загинув під час танкового обстрілу в районі села Оленівка Миколаївської області[164][165]. Нагороджений орденом «За мужність» III ступеня та медаллю «За хоробрість в бою» (посмертно)[166][167].

- Зарицький Мирослав Володимирович (1986—2022) — солдат, навідник мотострілецького відділення мотострілецького взводу мотострілецької роти. Житель Крижополя. Загинув під час бойового зіткнення поблизу села Времівка Донецької області[168]. Нагороджений орденом «За мужність» III ступеня[169][170].

- Тимченко Олександр Анатолійович, позивний «Фобос» (1996—2022) — капітан, заступник командира механізованого батальйону з артилерії 54 ОМБр. Уродженець та житель Крижополя. Загинув при виконанні бойового завдання поблизу села Верхньокам'янське Донецької області[171]. Нагороджений Орденом Богдана Хмельницького III ступеня (посмертно)[155][172].

- Вусатий Павло Миколайович (1970—2022) — штаб-сержант, командир стрілецького відділення стрілецького взводу стрілецької роти стрілецького батальйону. Житель Крижополя. Загинув поблизу селища Тернові Поди Миколаївської області[173][174].

- Яремко В'ячеслав Борисович (1986—2022) — солдат, стрілець-помічник гранатометника мотопіхотного відділення мотопіхотного взводу мотопіхотної роти мотопіхотного батальйону. Уродженець Крижополя. Загинув поблизу міста Бахмут Донецької області[175].

- Тарахкало Олександр Степанович (1969—2022) — солдат, стрілець-помічник гранатометника стрілецького відділення стрілецького взводу стрілецької роти 38 ОСБ. Житель Крижополя. Загинув при виконанні бойового завдання внаслідок мінометного обстрілу біля Красногорівки Донецької області[176]. Нагороджений орденом «За мужність» III ступеня (посмертно)[177][178].

Військовослужбовці, які загинули під час російсько-української війни у 2023—2024 роках
- Барський Михайло Васильович (1984—2023) — старший бойовий медик ремонтної роти 59 ОМПБр. Житель Крижополя. Загинув у бою біля села Водяне Донецької області[179][180].

- Євтушинський Михайло Павлович (2001—2023) — старший солдат, старший стрілець-оператор стрілецького відділення стрілецького взводу стрілецької роти стрілецького батальйону. Житель Крижополя. Загинув під час ворожого мінометного обстрілу в районі села Григорівка Донецької області[181].

- Круглов Олександр Сергійович (1985—2023) — матрос, номер обслуги самохідного артилерійського взводу самохідної артилерійської батареї самохідного артилерійського дивізіону. Житель Крижополя. Дістав поранення при виконанні бойового завдання. Помер у лікарні в місті Дніпро[182][183]. Нагороджений нагрудним знаком «Золотий хрест»[184].

- Тимошук Вадим Сергійович (1990—2023) — старший солдат, снайпер (2 категорії) відділення снайперів роти вогневої підтримки. Житель Крижополя. Загинув біля села Іванівське Донецької області внаслідок ураження боєприпасом[185][186][187].

- Вдовін Сергій Сергійович (1999—2023) — матрос, старший вогнеметник вогнеметного взводу роти радіаційного, хімічного, біологічного захисту. Житель Крижополя. Загинув під час виконання бойового завдання біля села Іванівка Миколаївської області[188][189].

- Пащенко Сергій Миколайович (1982—2024) — солдат, водій гранатометного відділення гранатометного взводу роти вогневої підтримки. Житель Крижополя. Загинув під час артилерійського обстрілу противника в районі села Іванівське Донецької області[190][191].